# 福島テレビ
福島テレビ株式会社（ふくしまテレビ、英: Fukushima Television Broadcasting Co., Ltd.、略称: FTV）は、福島県を放送対象地域とするテレビジョン放送事業を行っている特定地上基幹放送事業者。フジ・メディア・ホールディングスの持分法適用関連会社。
愛称は福テレ（番組表などではFTV福島テレビと記載されている場合もある）。コールサインはJOPX-DTV（福島 25ch）で、フジテレビ系列（FNN・FNS）に属している。リモコンキーIDはキー局のフジテレビ・準キー局の関西テレビなどと同じ「8」。
民間放送事業者であるが、開局の経緯から福島県が株式の半分を保有している。

## 概要
1962年（昭和37年）に県と地元新聞社などが出資、設立されたテレビ局であり、いわゆる第三セクターにあたる非独立局唯一の県域放送局でもある。
初代社長は県職員出身の黒川久隆（元福島県出納長）が就任し、2代目から6代目までは一貫して副知事歴任者が務めるなど、いわゆる「天下りポスト」となっていた。7代目社長には産経新聞社出身の中村啓治が就任するが、以降現在に至るまで、県幹部や県議会議員などが取締役に名を連ねている。2007年に就任した8代目社長の糖沢修一は、同社プロパーとして初めて社長に就任した。2016年に就任した9代目社長の森洋一から10代目社長の横山淳までフジテレビ出身者が社長を務めていた。横山は日枝久フジサンケイグループ代表の秘書を長年務めた。2024年に橋本泉（元常務取締役）が社長に就任し、8年ぶりにプロパー社長となった。
略称「FTV」は現在のキー局でもあるフジテレビが「CX」を使用する前、開局直後の数年間にわたり使用していた。
福井テレビジョン放送は本局より後に開局したため、「FTV」を略称に用いることができず「FTB」を使用している。台湾のテレビ局、民間全民電視公司が福島県を訪問した際、略称「FTV」が本局と同じだったことで話題となった。
2019年（平成31年）4月1日からは愛称に「福テレ」を制定した 一方、1998年（平成10年）に制定された従来のロゴマークと略称ロゴは廃止されず、局名告知時に愛称とともに併記されているなど愛称制定後も継続して使用されている。また、現社屋の壁面に掲げられた看板も「FTV」の略称ロゴでもある。制定当初の半年間は制作著作テロップや天気予報などのミニ番組の名に「FTV」「福島テレビ」の文字を残していたが、同年（令和元年）10月の改編時に全て「福テレ」に変更された。
在福テレビ局では、唯一の予報業務許可事業者に指定されている。

### 開局までの経緯
福島県ではラジオ福島（RFC）が1957年（昭和32年）にテレビ予備免許（コールサインJOWR-TV）を取得するものの、1958年（昭和33年）に失効してしまった。実現していれば、1959年（昭和34年）頃にテレビ放送を開始する予定だった。全国的にラジオ単営局がテレビ放送も開始してラテ兼営局になる傾向（ひいてはTBS（JNN）系列か日本テレビ（NNN）系列への加入）があり、ラジオ福島も兼営局となるところであったが、増資などの折り合いが付かずにその道が閉ざされた。
次に同名ながら全くの別会社である「株式会社福島テレビ」が1960年（昭和35年）に予備免許を取得（コールサインも現在のFTVと同じJOPX-TV）したが、1961年（昭和36年）3月1日をもって免許が失効となり、開局できずに終わった。
この度重なる開局延期劇の背景には、福島民報・福島民友という地元2大新聞間の確執やその背後にある〔民報-毎日新聞-TBS〕と〔民友-読売新聞-日本テレビ〕の関係、またこれらとは別の福島市対郡山市といった対立関係もあり、こうした福島県特有の事情のため調整が難航していたからである。さらには県議会や県内の市町村議会が「民放テレビ局の早期開局促進」の決議を行うほどだった。この争いに終止符を打つべく福島県が自ら調整に乗り出して誕生した放送局が福島テレビであり、1962年（昭和37年）、県および県議会がテレビ免許割当に対する競願者の間に調停に入り、福島県が主導した上で福島テレビ株式会社（当社）を設立した。翌年1963年（昭和38年）4月に開局している。
当時、全国的に1県1局が通常で1967年（昭和42年）の「テレビ放送用周波数割当計画表」修正までUHF波の親局送信所使用が解禁されなかった事情があったとはいえ、広域圏の中核都府県を除く府県や隣県の電波の関係でVHF波のテレビ親局送信所設置が困難だった佐賀県（民放テレビ局第1局は1969年（昭和44年）開局のUHF局のサガテレビ）を除けば、民放テレビ第1局としては最後発での開局となった。また、NHK福島放送局のテレビ放送開始（1959年4月1日）の4年後、NHK教育テレビの福島県域開局（1960年11月1日）より遅い福島県域テレビ第3波での開局でもある。

## 沿革
- 1962年（昭和37年）
  - 5月9日：予備免許交付。
  - 6月1日：テレビ免許割当に対する競願者が多数出たため、県と県議会が調停に入って福島県が福島テレビ株式会社を設立する。
- 1963年（昭和38年）
  - 3月25日：開局に先立ちサービス放送開始。
  - 3月31日：福島県農協会館で開局披露式が行われた[7]。
  - 4月1日：福島県初の民放テレビ局（当時はオープンネット）として午前10時に開局。最初の番組は「サロン・ミュージック」[7]。
    - 開局時の中継局は会津若松と平（現在のいわき市）のみ。

  - 7月1日：朝帯の放送開始（午前6時50分放送開始）[8]。
- 1965年（昭和40年）
  - 11月25日：初のUHF中継局である白河中継局が開局[9]（62ch 100w）。
- 1966年（昭和41年）
  - 10月1日：カラーテレビ放送開始。
    - 当初は、本社から直接カラー放送する設備が不十分で1週間に約5時間しか放送できないためキー局と同時ネットの番組（『ウルトラマン』『ジャングル大帝』など）に限られており、実際にはカラー作品ながら時差ネットで放送されていた『マグマ大使』などは白黒で放送されていた[10]。
- 1967年（昭和42年）
  - 4月：カラー放送が週8時間に拡大[11]。
- 1970年（昭和45年）
  - 3月27日：カラー中継車を導入[12]。
  - 4月1日：福島中央テレビ（FCT）の開局に伴い、日本テレビ系列とTBS系列とのクロスネット局となる。同日、FTV放送会館起工式[13]。

- 1971年（昭和46年）

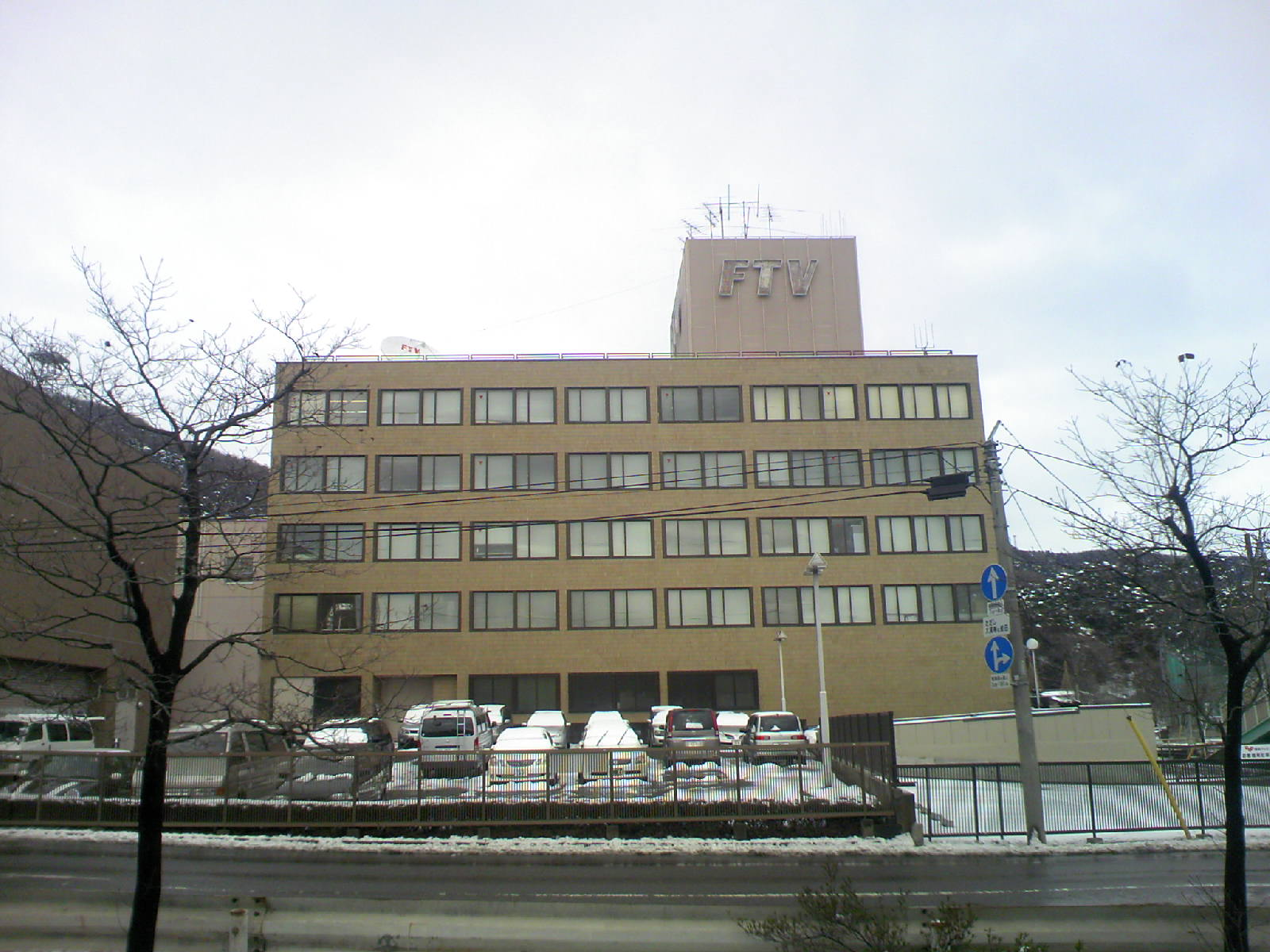
FTV放送会館

  - 2月12日：FTV放送会館竣工（地下1階・地上5階建て）[13][14]。
  - 10月1日：福島中央テレビ（FCT）とネットワーク交換。TBS系列とフジテレビ系列のクロスネット局となる。
- 1973年（昭和48年）
  - 10月1日：平日夕方帯の情報番組として『FTVテレポート』が放送開始（1976年3月29日からはワイドニュース番組へ企画変更）。
- 1974年（昭和49年）
  - 9月1日：主調整室（マスター）設備を改修[注釈 10][15]。
- 1980年（昭和55年）
  - 12月1日：2インチVTR使用のCMバンクの稼動開始[16]。
- 1981年（昭和56年）
  - 4月4日：『サタふく』の前身、『サタデーふくしま』が放送開始。
  - 6月14日：開局前の福島放送（KFB）含む福島県民放テレビ3局に音声多重放送実用化試験局の予備免許交付[17]
  - 10月1日： 音声多重放送開始（音声多重放送実用化試験放送）。当時の福島県民放テレビ3局同時実施。福島放送（KFB）の開局に伴い、テレビ朝日系の番組の一部が移行。
- 1983年（昭和58年）
  - 開局20周年を機に「F」を基調としたCIマークを導入（デザイン・篠原榮太ほか）[注釈 11][18]。
  - 4月1日：所属するニュースネットワークが、これまでのJNNから現在のFNNに変更。
  - 10月1日：FNN・FNS系列のフルネット局となる。
- 1984年（昭和59年）
  - 3月12日：第2スタジオ運用開始[19]。
- 1985年（昭和60年）
  - 4月28日：福島テレビハウジングプラザがオープン[20]。
  - 11月：第1回東日本女子駅伝開催。2024年の大会終了まで毎年11月に開催。
- 1987年（昭和62年）
  - 10月：中継用のFPU車運用開始。
- 1988年（昭和63年）
  - 4月2日：お天気カメラが信夫山に設置・運用開始[21]。
- 1989年（平成元年）
  - 9月：SNG（衛星中継）設備（F・SAT）運用開始。
- 1990年（平成2年）
  - 3月1日：主調整室（マスター）更新（東芝製）[22][23]。
  - 4月2日：放送開始時刻を朝6時30分から朝6時に繰り上げ[注釈 12]。放送終了時刻を深夜3時30分に繰り下げ[24]。
- 1991年（平成3年）
  - 12月12日：福島送信所の鉄塔を更新[25]。

- 1992年（平成4年）
  - 3月：CMバンク更新。
- 1995年（平成7年）

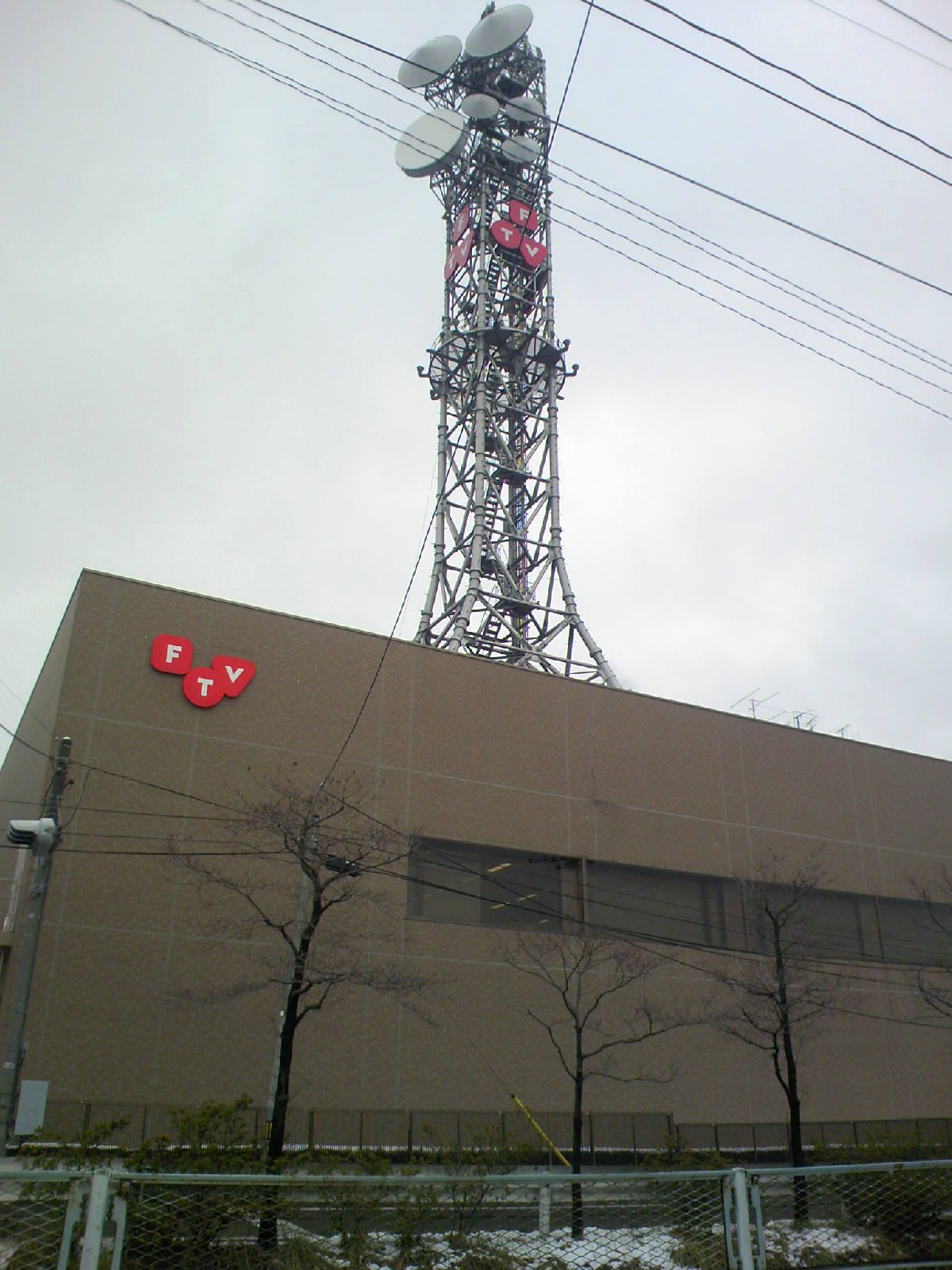
情報センター棟

  - 9月4日：情報センター棟竣工式。10月2日から運用開始[26]。

- 1998年（平成10年）

1998年4月から使用されている2代目ロゴマーク。2019年4月以降も正式ロゴとして『福テレ』ロゴと併存。

  - 4月1日：CIマーク導入（デザイン・上原昌）[注釈 13][注釈 14]。
- 2002年（平成14年）
  - イメージキャラクター「ふくたん」を採用。『Lばんテレポート』内で一般公募により決まったキャラクター。
- 2005年（平成17年）
  - 6月10日：地上デジタル放送予備免許を福島テレビ含む県内のテレビ局5局が取得。
  - 8月1日：デジタル放送対応の主調整室（マスター）に更新（東芝製）。
- 2006年（平成18年）
  - 6月1日：地上デジタル放送開始。
- 2007年（平成19年）
  - 4月1日：情報センター内第2スタジオがハイビジョン放送対応化。
  - 9月29日：第1スタジオがハイビジョン放送対応化。
- 2008年（平成20年）
  - 4月12日：福島競馬中継『エキサイティング競馬』がハイビジョン放送対応化。
  - 8月1日：地上デジタル放送において、チャンネルロゴ表示の表示を開始。
  - 10月6日：『FTV学苑』の講座事業とふくしま社会保険センターの講座事業が統合し『FTVカルチャーセンター』が新たに開校。
- 2011年（平成23年）
  - 3月11日:東日本大震災（東北地方太平洋沖地震）が発生。社屋内もFTV放送会館を中心にガラスが割れ、壁にヒビが入る大きな損壊を受けた。地震や浜通り地方を中心に甚大な津波被害に加え、津波による福島第一原子力発電所事故も発生したためこの日以降予定を変更して県内の各放送局とともに震災報道に終始。
  - 6月6日:東日本大震災の影響を受け、自県の映像情報をインターネットを通じて全世界に発信することなどの目的でインターネット映像配信サービス「YouTube」に自社の「福島テレビ公式チャンネル（ユーザー名は「FTV8」）」を登録。翌月、7月7日から一部情報のオンデマンドによる映像ネット配信サービスを開始する。

- 2012年（平成24年）
  - 3月31日：地上アナログ放送停波[注釈 15]。
  - 3月：フジ・メディア・ホールディングスの持分法適用関連会社となる[27]。
- 2018年（平成30年）
  - 6月：現社屋竣工[28]。当時の社屋敷地内駐車場。
- 2019年（平成31年/令和元年）
  - 4月1日：新社屋より放送開始し[29]、同時に主調整室（マスター）を更新（東芝製）。愛称として「福テレ」を制定[4]。
  - 情報センター棟を残し開局時の社屋とFTV放送会館は程なく解体され、2020年（令和2年）5月末に駐車場と「ふくたんパーク」という名称の広場に整備された。情報センター棟は改装し、福島映像企画の社屋として用いられている。
- 2025年 (令和7年)
  - フジテレビの不祥事により、当局もACジャパン（旧・公共広告機構）のCM差し替えが相次ぐ事態となった[30][31]。
  - 放送休止時間においてフィラー映像を流すことにより、終夜放送を開始。在福局で初の試み。

## ネットワークの移り変わり
- 1963年（昭和38年）4月1日、オープンネット局として開局。ニュース番組も日本テレビ・TBS・フジテレビ・NETテレビ[注釈 16]から好きな番組を選択できた。
  - 1964年（昭和39年）9月時点では日本テレビ30%、TBS25%、フジテレビ15%、NETテレビ10%と当時の地方局としても特定の系列色に頼らない編成であった。
  - ニュースは日本テレビのニュース協定に加盟した上で、朝は日本テレビ『あさ7時のニュース』[注釈 17]、昼はフジテレビ『フジテレニュース』、夕方は日本テレビ『ニュースフラッシュ』をネット（ただし、夜ニュースはネット受け行わず）[32][33]。
- 1966年（昭和41年）4月1日、NNNに加盟。[要出典]、他はフリーネット継続。
- 1967年（昭和42年）6月、民間放送教育協会に加盟。
- 1968年（昭和43年）10月、昼帯のニュースが『フジテレニュース』から『JNNニュース』へ切り替え（ただし、JNN非加盟）[32][33]。
- 1970年（昭和45年）4月1日、福島中央テレビの開局により『ズバリ!当てましょう』など、一部を除きフジテレビのネットを一旦打ち切り。NETテレビのネットを解消（民教協制作分や毎日放送制作分を含む一部番販・スポンサードネット番組は継続）。日本テレビ・TBSのクロスネットとなる[34]。ニュースネットはNNNだが、JNNの一部番組ネットを継続。
- 1971年（昭和46年）
  - 6月1日 JNNに加盟[35]。
  - ただし、6月から9月まで『NNNニュースフラッシュ』（日曜は『NNN日曜夕刊』）を引き続きネットした後に10月1日から『JNNニュースコープ』へ切り替え。朝帯の『モーニングジャンボ』については先行して4月から番販の形でネットしていた。
  - 10月1日、福島中央テレビのネット交換によりTBS系列とフジテレビ系列のクロスネットとなる。これに伴い、FNSに加盟しフジテレビ系列の番組のネットが復活した。ただし、番組編成は営業面の再考からTBS主体だった。
    - なお『クボタ民謡お国めぐり』は最終回まで、一貫して福島中央テレビで放送された他、福島テレビで放送されなかったフジテレビ系番組を福島中央テレビが番販を購入して放送した事例がある。また日本テレビを幹事とする全国高等学校サッカー選手権大会の共同制作機構には引き続き参加した（1978年、福島中央テレビに移行。）。
    - フジテレビ『奥さまニュース』[注釈 18][32]、『3時のあなた』[注釈 19][36]ネット開始。
- 1975年（昭和50年）3月31日、腸捻転解消により、変則クロスの準キー局が関西テレビ（KTV）・朝日放送（現在の朝日放送テレビ）（ABC）から関西テレビ・毎日放送（MBS）に変更される（1983年（昭和58年）9月30日まで続く）。ただ、NETテレビに移行した朝日放送制作分は番販で継続された。
- 1980年（昭和55年）福島県民放テレビ第3、4局目の割り当てがあり、当時福島テレビは、自社の主要株主の1社がフジテレビ[注釈 20]だったこと、また福島県が最大株主であることをTBSが嫌ったことが大きく影響し、4局目の開局後、自社はフジテレビのフルネット局になることが決まった。
- 1981年（昭和56年）10月1日、福島放送の開局に伴い番販でネットを継続したテレビ朝日（民教協制作分以外）・朝日放送制作番組が放送終了。
- 1982年（昭和57年）11月30日、同年11月下旬に、山西由之（当時TBS社長）・岡田宗治（当時福島テレビ社長）・松平勇雄（当時福島県知事）とのトップ会談の末、正式に4局目をJNN系列局に決定したことに伴い[37]、TBSは福島テレビへのTBS系列番組のネット中止を通告[38][39]。
- 1983年（昭和58年）
  - 初頭頃 民放第4局（後のテレビユー福島（TUF））の開局に伴い、1983年4月1日からニュースネットをJNNからFNNに変更することを決定。
  - 3月31日、JNN脱退。
    - 同日、『モーニングジャンボ奥さま8時半です』ネット打ち切り。

  - 4月1日、FNN加盟。
    - ただし、第4局の一本化調整がまとまらず開局の見通しが立たなかったこともあり、ニュース以外の番組は視聴者保護の観点からの協定またはスポンサーの事情により、同年9月30日までフジテレビ系とTBS系のクロスネット状態が続いた。
    - 同日、『おはよう!ナイスデイ』のネット開始。

  - 4月2日、フジテレビ『ゴールデン洋画劇場』の同時ネット開始。土曜21・22時台は、前週の3月いっぱいで『うすい土曜劇場』、『Gメン'75』終了後に10月から開始していた『刑事スタスキー&ハッチ』が、それぞれ終了に至る。
  - 10月1日、TBS系列を離脱し、フジテレビ系列のフルネット局となる。
    - この日はテレビユー福島の当初の開局予定日であったが予定より開局が遅れ、ネットしていた大半のTBS系番組（報道番組を除く。）が2か月間、福島県内にて視聴できなくなる。
    - ただしスポンサーの関係上、テレビユー福島開局前の12月3日まではTBS系の一社提供番組など、一部の番組も遅れネットで放送された（下記の『キユーピー3分クッキング』（CBC版）を除く）。
- 1984年（昭和59年）1月5日、諸般の事情（スポンサーの都合など）でフルネット化後も残っていた『キユーピー3分クッキング』が、テレビユー福島に移行した。

### TBS・日テレクロス時代のネット編成（1971年4月）
- ★ → 時差ネット

|       | 月曜日                         | 火曜日                        | 水曜日                     | 木曜日                         | 金曜日                          | 土曜日                             | 日曜日                          |
| 19:00 | TBS キックボクシング           | TBS おくさまは18歳            | TBS★ 笑うんだもんね!       | TBS ドキドキ博覧会             | TBS 帰ってきたウルトラマン      | 日テレ 巨人の星                    | TBS ガッツジュン                |
| 19:30 | TBS 千葉周作 剣道まっしぐら    | TBS みんなで出よう55号決定版! | YTV★ 全日本歌謡選手権      | TBS すし屋のケンちゃん         | 日テレ 紅白対抗ドレミファ大作戦 | TBS お笑い頭の体操                 | TBS 美しきチャレンジャー        |
| 20:00 | YTV★ 細うで繁盛記              | TBS TBS歌のグランプリ         | 日テレ おひかえあそばせ    | TBS にらめっこ                 | 日テレ 日本プロレス中継         | 日テレ マチャアキ・前武・始まるョ! | TBS 日曜8時、笑っていただきます |
| 21:00 | 日テレ★ 坊つちやん             | TBS 二人の世界                | 日テレ 特ダネ登場!?        | TBS おかしな四つ児             | 日テレ★ アニメンタリー 決断     | 日テレ いたずら大作戦              | TBS 冠婚葬祭入門                |
| 21:30 | 日テレ★ 坊つちやん             | TBS 東京築地三丁目            | TBS みかんきんかん夏みかん | ABC 負けられません!            | TBS 東京警備指令 ザ・ガードマン | 日テレ 焼きたてのホカホカ          | TBS 東芝日曜劇場                |
| 22:00 | 日テレ★ うすい月曜の女シリーズ | TBS★ ナショナル劇場 水戸黄門  | TBS みかんきんかん夏みかん | TBS 木下恵介・人間の歌シリーズ | TBS 東京警備指令 ザ・ガードマン | 日テレ 焼きたてのホカホカ          | TBS 東芝日曜劇場                |
| 22:30 | 日テレ★ うすい月曜の女シリーズ | TBS★ ナショナル劇場 水戸黄門  | TBS★ スパイのライセンス    | TBS 木下恵介・人間の歌シリーズ | 関テレ★ 商魂                    | 日テレ ノンフィクションアワー      | TBS FBIアメリカ連邦警察         |

### TBS・フジクロス時代初期のネット編成（1971年10月）
- ★ → 時差ネット

|       | 月曜日                      | 火曜日                        | 水曜日                   | 木曜日                         | 金曜日                          | 土曜日                     | 日曜日                           |
| 19:00 | TBS キックボクシング        | TBS なんたって18歳!           | フジ★ コートにかける青春 | TBS スカイヤーズ5              | TBS 帰ってきたウルトラマン      | ABC★ 好き! すき!! 魔女先生 | TBS ガッツジュン                 |
| 19:30 | TBS 千葉周作 剣道まっしぐら | TBS みんなで出よう55号決定版! | YTV★ 全日本歌謡選手権    | TBS すし屋のケンちゃん         | TBS 女はつらいよ                | TBS お笑い頭の体操         | TBS 美人はいかが?                |
| 20:00 | TBS ナショナル劇場 大岡越前 | TBS TBS歌えファンファーレ     | TBS 十手野郎捕物控       | TBS 肝っ玉かあさん             | フジ★ 清水次郎長                | YTV★ ぽてじゃこ物語        | TBS テレビはこれだ!ドラマが3つも |
| 21:00 | フジ 夕空晴れて             | TBS たんとんとん              | TBS みんなで歌おう'71    | ABC 女人平家                   | TBS あたし頑張ってます          | フジ★ おかしな夫婦         | TBS 夕陽カ丘三号館               |
| 21:30 | フジ 夕空晴れて             | TBS 東京浅草雷門              | TBS 時間ですよ           | ABC 女人平家                   | TBS 東京警備指令 ザ・ガードマン | フジ★ おかしな夫婦         | TBS 東芝日曜劇場                 |
| 22:00 | フジ 夜のヒットスタジオ     | フジ★ 銭形平次                | TBS 時間ですよ           | TBS 木下恵介・人間の歌シリーズ | TBS 東京警備指令 ザ・ガードマン | ABC 天皇の世紀             | TBS 東芝日曜劇場                 |
| 22:30 | フジ 夜のヒットスタジオ     | フジ★ 銭形平次                | ABC おやじバンザイ       | TBS 木下恵介・人間の歌シリーズ | TBS★ 鬼警部アイアンサイド       | ABC 天皇の世紀             | TBS インターン                   |

### TBS・フジクロス時代末期のネット編成（1982年10月）
- ★ → 時差ネット

|       | 月曜日                             | 火曜日                             | 水曜日                                 | 木曜日                             | 金曜日                             | 土曜日                                  | 日曜日                 |
| 18:00 | ローカルニュース番組 FTVテレポート | ローカルニュース番組 FTVテレポート | ローカルニュース番組 FTVテレポート     | ローカルニュース番組 FTVテレポート | ローカルニュース番組 FTVテレポート | フジ★ （世界名作劇場） 南の虹のルーシー | フジ★ さすがの猿飛     |
| 18:30 | TBS JNNニュースコープ              | TBS JNNニュースコープ              | TBS JNNニュースコープ                  | TBS JNNニュースコープ              | TBS JNNニュースコープ              | TBS JNNニュースコープ                   | フジ★ 意地悪ばあさん   |
| 19:00 | TBS クイズ100人に聞きました        | TBS ザ・チャンス!                  | TBS 親子クイズ国語算数理科社会         | MBS★ まんが日本昔ばなし            | MBS じゃりン子チエ                 | フジ クイズ!知っテレQ                   | MBS アップダウンクイズ |
| 19:30 | TBS クイズ天国と地獄               | TBS ぴったし カン・カン            | TBS わが青春のアルカディア 無限軌道SSX | TBS だんなさまは18歳               | MBS 野生の王国                     | TBS クイズダービー                      | TBS 人間ふしぎ不思議   |
| 20:00 | TBS ナショナル劇場 水戸黄門 第13部 | TBS 女7人あつまれば                | TBS 噂の刑事トミーとマツ               | TBS ああ離婚                       | フジ★ 銭形平次                     | TBS 8時だョ!全員集合                    | TBS Gメン'82           |
| 21:00 | フジ 欽ドン!良い子悪い子普通の子   | TBS おにいちゃん                   | TBS 日立テレビシティ                   | TBS ザ・ベストテン                 | TBS 欽ちゃんの週刊欽曜日           | ローカル枠 うすい土曜劇場               | TBS 東芝日曜劇場       |
| 22:00 | フジ 夜のヒットスタジオ            | 関テレ 暁に斬る!                   | MBS はじめまして・再婚                 | MBS 木曜座 愛を裁けますか          | TBS 金曜ドラマ 親と子の誤算        | TBS★ 刑事スタスキー&ハッチ              | フジ アイ・アイゲーム  |
| 22:35 | フジ 夜のヒットスタジオ            | 関テレ 暁に斬る!                   | MBS はじめまして・再婚                 | MBS 木曜座 愛を裁けますか          | TBS 金曜ドラマ 親と子の誤算        | TBS★ 刑事スタスキー&ハッチ              | 関テレ★ 花王名人劇場   |
| 23:00 | 自主制作 FTVニュース               | 自主制作 FTVニュース               | 自主制作 FTVニュース                   | 自主制作 FTVニュース               | 自主制作 FTVニュース               | 関テレ クイズDEデート                   | 関テレ★ 花王名人劇場   |
| 23:15 | フジ プロ野球ニュース（ - 0:00）   | フジ プロ野球ニュース（ - 0:00）   | フジ プロ野球ニュース（ - 0:00）       | フジ プロ野球ニュース（ - 0:00）   | フジ プロ野球ニュース（ - 0:00）   | 関テレ クイズDEデート                   | 関テレ★ 花王名人劇場   |

### TBS・フジクロス時代のネット編成（1983年4月）
- ★ → 時差ネット

|       | 月曜日                             | 火曜日                             | 水曜日                             | 木曜日                             | 金曜日                                 | 土曜日                                | 日曜日                                                |
| 18:00 | フジ FNNニュースレポート6:00       | フジ FNNニュースレポート6:00       | フジ FNNニュースレポート6:00       | フジ FNNニュースレポート6:00       | フジ FNNニュースレポート6:00           | ローカルニュース番組 FTVテレポート    | フジ★ さすがの猿飛                                    |
| 18:30 | ローカルニュース番組 FTVテレポート | ローカルニュース番組 FTVテレポート | ローカルニュース番組 FTVテレポート | ローカルニュース番組 FTVテレポート | ローカルニュース番組 FTVテレポート     | TBS★ 料理天国                         | フジ★ 意地悪ばあさん                                  |
| 19:00 | TBS クイズ100人に聞きました        | TBS ザ・チャンス!                  | TBS★ ぴったし カン・カン           | MBS★ まんが日本昔ばなし            | フジ★ クイズ・ドレミファドン!          | TBS★ 西田敏行・桜田淳子のもちろん正解 | MBS アップダウンクイズ                                |
| 19:30 | TBS クイズ天国と地獄               | フジ 火曜ワイドスペシャル          | フジ うる星やつら                  | TBS ちびっこかあちゃん             | フジ★ クイズ・ドレミファドン!          | TBS クイズダービー                    | フジ （世界名作劇場） アルプス物語 わたしのアンネット |
| 20:00 | TBS ナショナル劇場                 | フジ 火曜ワイドスペシャル          | フジ 銭形平次                      | TBS 出逢い めぐり逢い              | フジ 時代劇スペシャル                  | TBS 8時だョ!全員集合                  | フジ オールスター家族対抗歌合戦                       |
| 21:00 | フジ 欽ドン!良い子悪い子普通の子   | TBS 野々村病院物語II               | TBS 日立テレビシティ               | TBS ザ・ベストテン                 | フジ 時代劇スペシャル                  | フジ ゴールデン洋画劇場               | TBS 東芝日曜劇場                                      |
| 22:00 | フジ 夜のヒットスタジオ            | 関テレ 大奥                        | MBS （シリーズ水曜の女） 偽装結婚  | TBS★ 欽ちゃんの週刊欽曜日          | フジ （金曜劇場） 望郷・美しき妻の別れ | フジ ゴールデン洋画劇場               | フジ アイ・アイゲーム                                 |
| 22:30 | フジ 夜のヒットスタジオ            | 関テレ 大奥                        | MBS （シリーズ水曜の女） 偽装結婚  | TBS★ 欽ちゃんの週刊欽曜日          | フジ （金曜劇場） 望郷・美しき妻の別れ | フジ ゴールデン洋画劇場               | 関テレ★ 花王名人劇場                                  |
| 23:00 | フジ FNNニュースレポート23:00      | フジ FNNニュースレポート23:00      | フジ FNNニュースレポート23:00      | フジ FNNニュースレポート23:00      | フジ FNNニュースレポート23:00          | 関テレ クイズDEデート                 | 関テレ★ 花王名人劇場                                  |
| 23:15 | フジ プロ野球ニュース（ - 0:10）   | フジ プロ野球ニュース（ - 0:10）   | フジ プロ野球ニュース（ - 0:10）   | フジ プロ野球ニュース（ - 0:10）   | フジ プロ野球ニュース（ - 0:10）       | 関テレ クイズDEデート                 | 関テレ★ 花王名人劇場                                  |
| 23:30 | フジ プロ野球ニュース（ - 0:10）   | フジ プロ野球ニュース（ - 0:10）   | フジ プロ野球ニュース（ - 0:10）   | フジ プロ野球ニュース（ - 0:10）   | フジ プロ野球ニュース（ - 0:10）       | フジ FNNニュースレポート23:30         | フジ FNNニュースレポート23:30                         |

## 資本構成
企業・団体の名称、個人の肩書は当時のもの。出典：

### 2021年3月31日
| 資本金      | 発行済株式総数 | 株主数 |
| ----------- | -------------- | ------ |
| 3億5000万円 | 700,000株      | 6      |

| 株主                             | 株式数    | 比率  |
| -------------------------------- | --------- | ----- |
| 福島県                           | 350,000株 | 50.0% |
| フジ・メディア・ホールディングス | 233,100株 | 33.3% |
| 福島民報社                       | 077,000株 | 11.0% |
| 東邦銀行                         | 025,900株 | 03.7% |
| 福島銀行                         | 007,000株 | 01.0% |
| 大東銀行                         | 007,000株 | 01.0% |

## 事業所
本社・演奏所
- 福島県福島市御山町2-5

支社
- 郡山支社：福島県郡山市虎丸町2-11（郡山虎丸町第一生命ビル3階）
- 会津若松支社：福島県会津若松市追手町4-28（北出丸館2階）
- いわき支社：福島県いわき市平字大町7-1（平セントラルビル6階）
- 東京支社：東京都中央区銀座5丁目9-8（クロス銀座ビル6階）
- 大阪支社：大阪府大阪市北区梅田1丁目3-1-800（大阪駅前第一ビル8階）
- 仙台支社：宮城県仙台市青葉区本町2丁目2-3（鹿島広業ビル3階）

## スタジオ

### 現在使用されているスタジオ
現社屋は、1つのスタジオから『テレポートプラス』『サタふく』を放送。また、『テレポートプラス』枠外のローカルニュースは報道局内に設けたブースから放送している。

### かつて使用されていたスタジオ

#### FTV放送会館
第1スタジオ
制作番組専用スタジオ。1970年（昭和45年）12月に完成。
当初は「カラースタジオ」と呼称していた。
2007年（平成19年）9月29日の『サタふく』からHD対応化。
2019年（平成31年）3月時点では、『サタふく』、『スマイルプラス』や収録番組を放送。
『FTVテレポート』も、第2スタジオが運用を開始する1984年（昭和59年）3月10日までは第1スタジオから放送していた。
第2スタジオ
1984年（昭和59年）3月12日運用開始。フィルム現像室だった場所をニュース専用スタジオへ転用。約12坪。
第2スタジオの横には専用の副調整室があり、スタジオ内にはリモートコントロールによるテレビカメラが3台設置。またステレオ音声にも対応していた。
主に『FTVテレポート』に加え、定時ニュースや天気予報などで使用された。
第3スタジオ（情報センター棟）運用開始前日の1995年（平成7年）10月1日をもって使用停止。以降はアナウンサー研修室として使用していた。
第2スタジオ運用開始前日の1984年（昭和59年）3月11日まで定時ニュースは、主調整室に隣接したアナブースにて放送。1977年（昭和52年）4月1日からは、テレビカメラを設置して放送していた。

#### 情報センター棟
第3スタジオ
1995年（平成7年）9月完成、10月2日運用開始。2019年（平成31年）3月31日まで使用。
ニュース番組を中心に運用していたスタジオ。当初は「情報センター」として運用していたが、後にこちらを第2スタジオとしていた。
報道フロアとは一体型で設計され、報道フロアと第3スタジオとは隣接していた。
旧社屋にあたるFTV放送会館から南西側に建設され、1995年（平成7年）完成。開局当初の建物とは隣接して繋がっていた。屋上には送受信用の自立式鉄塔が建てられ、2019年（平成31年）4月の社屋移転後も使用。
2007年（平成19年）4月1日からHD対応化。
2020年（令和2年）7月からスタジオがあった情報センター棟2階に関連子会社の福島映像企画が入居。かつてスタジオおよび副調整室だった場所は編集室やMAルームに転用された。

### その他
郡山スタジオ
郡山支社内に置かれており、ニュース番組で郡山から伝える場合に使用されることがある。最低限の照明、カメラで顔出しブース的運用。『テレポートプラス』では、支社のあるビル玄関前から中継している。

## 情報カメラ設置ポイント
- 福島市（第3スタジオ棟鉄塔上部）
  - 福島駅前周辺から県庁辺りまでを望むことができる。
  - 以前は福島市内の信夫山に1988年（昭和63年）4月2日に設置され、「バーズアイ」という名称がつけられていた。
- 郡山市（NTT東日本福島 郡山支店鉄塔上部） 
  - 2013年4月1日から「ホテルハマツ」より移転。郡山駅前周辺や新幹線ホームを映すことができるようになった。
  - 設置当初は「郡山シティーカメラ」という名称がつけられていた[注釈 29]。
- いわき市（小名浜・三崎公園内）
  - 三崎公園内の第二展望台に設置。小名浜港を望むことができる。
- 会津若松市
  - 以前は背炙山送信所鉄塔に設置されていたが、現在は竹田綜合病院屋上に移転されている。
- 富岡町（富岡岬）
  - 2008年（平成20年）頃新設。地震発生時は、近隣の福島第二原発の様子も映し出される。
- 福島空港

## チャンネル

### デジタル放送

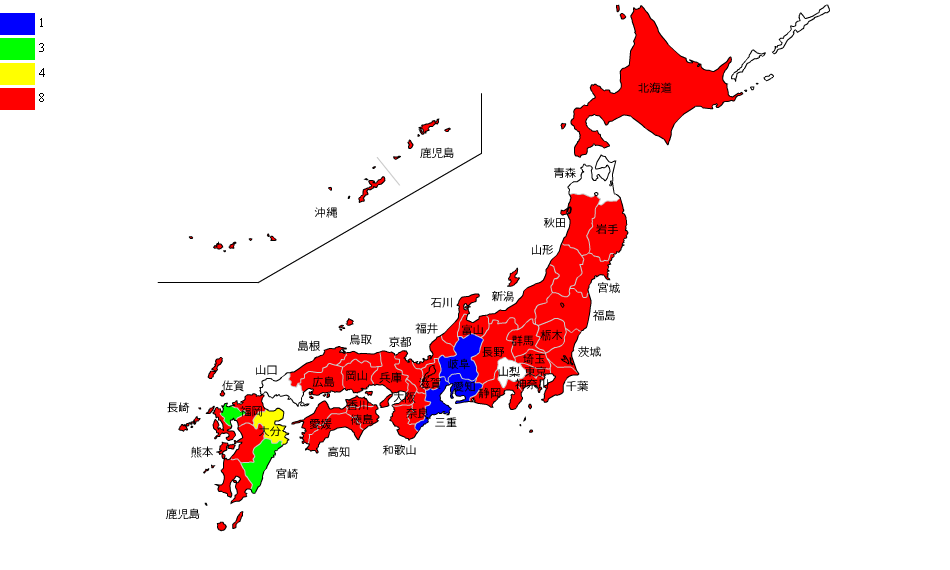
フジテレビ系列のリモコンキーID地図
地図上で赤く塗られている地域の局がID8である。

- リモコンキーID：全送信所共通で「8」である。

キー局のフジテレビ・準キー局の関西テレビ・系列局の沖縄テレビが3局揃ってアナログ親局が8chだったために、「1」の東海テレビ・「3」のサガテレビ以外のFNN・FNSフルネット24局で共通。また本局のいわき平アナログ中継局も8chであった。

#### 親局
- 福島（笹森山）・郡山 25ch JOPX-DTV 出力：3 kW

#### 中継局
| 中通り地区 - 福島信夫 18ch - 福島大波 34ch - 福島土湯 39ch - 伊達月舘 18ch - 保原富沢 18ch - 川俣 18ch - 川俣大綱木（南川俣） 21ch - 磐梯熱海 49ch - 郡山田村（宇津峰） 18ch - 郡山高玉 18ch - 郡山河内 45ch（垂直偏波） - 須賀川長沼 18ch - 天栄 18ch - 天栄大里 44ch - 白河 18ch - 白河表郷（武鉾山） 21ch - 表郷犬神 18ch - 西郷虫笠 28ch - 西郷長坂 39ch - 西郷八地中 39ch（垂直偏波） - 田村船引 18ch - 田村滝根 42ch（垂直偏波） - 小野 28ch - 三春 42ch - 石川 21ch - 古殿 42ch - 古殿鎌田（西古殿） 18ch - 古殿松川 34ch - 平田蓬田 18ch - 塙（米山） 18ch - 塙笹原（東塙） 21ch - 矢祭 39ch - 棚倉富岡 18ch | 会津地区 - 会津若松（背炙山） 18ch - 裏磐梯 18ch - 猪苗代大倉川（東裏磐梯） 39ch - 柳津三島 25ch - 金山 21ch - 金山水沼（東金山） 25ch - 金山大塩（西金山） 21ch - 昭和 25ch - 昭和大芦（東昭和） 18ch - 南会津田島 25ch - 南会津荒海 21ch - 南会津南郷 21ch - 南会津伊南 28ch - 南会津内川 18ch - 南会津耻風 21ch - 只見 31ch - 只見明和（東只見） 18ch | 浜通り地区 - いわき南（湯の岳） 21ch - いわき北（水石山） 25ch - いわき遠野 29ch - いわき湯本 18ch - 原町 25ch - 飯舘（大火山） 18ch - 富岡 18ch - 双葉川内 18ch - 浪江津島 18ch |

### アナログ放送
※ 東日本大震災による岩手県・宮城県・福島県のアナログ放送終了延期に伴い、2012年（平成24年）3月31日まで継続していた。

#### 親局
- 福島（笹森山送信所）・郡山 11ch JOPX-TV 出力：映像 3 kW、音声 0.75 kW

#### 準親局
- 会津若松（背炙山送信所） 6ch - 開局当初はJOPY-TVというコールサインが存在したが、後に廃止された。

#### 中継局
| 中通り地区 - 小野 3ch - 古殿鎌田 4ch - 月舘 6ch - 石川 10ch（垂直偏波） - 船引 10ch - 古殿 10ch - 岩代百目木 12ch - 磐梯熱海 19ch - 蓬田 34ch - 泉崎太田川 36ch - 塙笹原 38ch - 東和針道 38ch - 飯舘 40ch - 福島信夫 41ch - 川俣 41ch - 大越 42ch - 表郷犬神 43ch - 飯舘蕨平 43ch - 玉川川辺 43ch（垂直偏波） - 磐梯高玉 44ch - 川俣飯坂 44ch - 天栄大里 45ch - 棚倉富岡 45ch - 郡山田村 47ch - 西郷虫笠 47ch - 西郷羽太 48ch（垂直偏波） - 二本松 53ch - 表郷 53ch - 矢祭 53ch - 古殿松川 54ch - 塙 54ch - 西郷長坂 54ch - 天栄 55ch - 飯舘関沢 55ch - 飯舘向押 56ch - 三春 56ch - 土湯 57ch - 滝根 57ch（垂直偏波） - 保原富沢 58ch - 福島渡利 58ch - 福島大波 58ch - 郡山河内 58ch（垂直偏波） - 滝根入水 58ch - 川俣大綱木 60ch - 西郷谷地中 61ch - 白河 62ch - 長沼 62ch | 会津地区 - 只見 3ch - 金山 4ch - 金山大塩 4ch - 金山水沼 5ch - 只見昭和 10ch - 田島荒海 10ch - 田島 11ch - 伊南耻風 41ch - 北塩原檜原（裏磐梯） 42ch - 昭和 42ch - 南郷 42ch - 舘岩上郷 42ch - 柳津三島 54ch - 伊南 54ch - 昭和大芦 54ch - 会津若松東山 55ch - 西会津 55ch - 猪苗代大倉川（東裏磐梯） 56ch - 舘岩 57ch - 西会津奥川 58ch | 浜通り地区 - 川内 1ch - いわき遠野 1ch - いわき平（水石山） 8ch - いわき湯の岳（勿来） 9ch - 原町 10ch - 富岡 11ch（垂直偏波） - いわき窪田 22ch - いわき湯本 38ch - いわき四ツ波 43ch - 浪江津島 57ch |

## イメージキャラクター
- 2001年（平成13年）[月に放送された27時間テレビのFNS各局のイメージキャラクターによる着ぐるみ相撲大会ではFNS各局の中で唯一キャラクターがなかったため、急遽FTVの鉄塔に同局のロゴをあしらえた「Fてっつあん」という着ぐるみが出演した。「Fてっつあん」はこの番組のみの出演となりこの後登場することはなかった。
- 2002年（平成14年）には『Lばんテレポート』で一般公募により「ふくたん」を採用し、FNS全局でイメージキャラクターが揃うこととなり、福島県内の民放テレビ局では初めてのイメージキャラクター採用となった。

## アナウンサー
●はアナウンス責任者経験者。

### 男性
- 2014年 豊嶋啓亮
  - 2019年4月から12月まで、中国放送に移籍のため一時退職。2020年1月復帰。
- 2018年 日野佑希人
- 2023年 藏本智大
- 2025年 佐々木崚汰

### 女性
- 1992年 浜中順子（4月入社[46]）
  - 報道局アナウンス担当局長。
- 2017年 菅家ひかる
- 2022年 大久保薫子、古賀ひかる

### 異動したアナウンサー
男性
- 1995年
  - 藺草英己（4月入社[46] - 2018年4月異動）
    - 制作局制作部長を経て、コンプライアンス室長[47]。

女性
- 1977年
  - 鈴木知加子（4月入社[48] - ?）
    - 旧姓・斎藤[48]。後に制作部副部長。
- 2015年
  - 寺本緒麻里（ - 2023年3月）
    - 2023年4月に広報を担当する部署へ異動

### 退職したアナウンサー

#### 男性
- 1963年
  - 大類正照（6月入社[49]、1970年12月退職[48]）
  - 保高隆成（2月入社[49]、1967年9月退職[49]）
  - 水林伸夫（2月入社[49]、1977年2月退職[48]）
- 1967年
  - 遠藤卓●（4月入社[49]、2002年9月退職[50]）
    - 制作部長、事業部長、関連会社出向などを経て。定年退職。
- 1968年
  - 鈴木孝之（4月入社[48]） 
    - 報道部記者、郡山支社報道部長、報道部長、営業業務局次長・編成部長、総務局長、取締役総務局長、取締役営業業務局長を経て、2006年6月3日から2011年まで取締役福島映像企画社長を歴任。
    - 1983年4月から1987年3月まで、金曜・土曜の『FTVテレポート』のキャスターを担当。

  - 原國雄●（4月入社[48]）
    - 定年後も関連会社に籍を置き同局アナウンサーとして活動後、2008年6月6日で退職。
- 1973年
  - 榎本文克（1月入社[48]、2007年12月退職[51]）
    - 報道部、秘書部長、仙台支社長、大阪支社長、営業業務局次長・ハウジング部長、営業業務局専任局長・ハウジング部長（2006年7月1日から）を経て、2007年12月末で定年退職。

  - 高橋雄一（1月入社[48]、2008年8月退職[51]）
    - 営業業務局専任局長（2006年7月）を経て、2008年で定年退職。関連会社「福島テレビエンタープライズ」契約アナ。
- 1975年
  - 小笠原和人（4月入社[48]、1982年7月退職[52]）
    - 1982年、テレビ山梨へ移籍。
- 1977年
  - 岩田雅人●（4月入社[48]、2014年退職）
    - 2008年に他部署に異動、2014年3月に定年退職。パナソニック システムネットワークス女子陸上競技部ゼネラルマネジャー。
- 1979年
  - 鈴木光裕（4月入社[52]、1982年7月退職[52]）
    - 退職後にテレビ大阪→東海ラジオ → 文化放送を経て、定年退職後にフリー。
- 1982年
  - 金井淳郎（4月入社[52]、2005年3月退職[51]）
    - 圭三プロダクションに移籍。
- 1983年
  - 阿部実（4月入社[52]、1990年3月退職[46]）
    - テレビ神奈川に移籍。その後、フリーへ転向。
- 1992年
  - 宮下和宏（4月入社[46]、1999年4月退職[50]）
- 1998年
  - 千田淳一（4月入社[50]、2015年退職）
    - 2003年に報道部に異動。2007年4月から2012年3月まで記者と兼務で『FTVスーパーニュース』キャスター[53]。
    - 2015年にフジテレビへ移籍し、報道センターディレクター・報道局政治部記者[53]・ワシントン支局長を歴任[54]。
- 2001年
  - 坂井有生（4月入社[50]、2022年8月退職）
    - 報道記者を経て、2003年からアナウンサー。
- 2005年
  - 坂部友宏（4月入社[51]、2009年3月退職[51]）
    - 2014年7月から新潟放送アナウンサー。
- 2007年
  - 米田元気（4月入社[51]、2012年3月退職[51]）
    - 2013年1月、ラジオNIKKEIへ移籍[55]。
- 2010年
  - 延増惇（4月入社[51]、2015年11月退職）
    - 2016年からテレビ朝日記者（社会部→経済部）。

  - 藤川貴央（4月入社[51]、2013年3月退職[51]）
    - 2013年4月、ラジオ大阪へ移籍。
- 2013年
  - 鈴木康一郎（4月入社[51]、2017年3月退職）
    - 2017年4月、中京テレビへ移籍。
- 2016年
  - 伊藤亮太（2022年3月退職）
    - 2022年4月、NHK山形放送局へ移籍。
- 2019年
  - 矢崎佑太郎（4月入社、2024年11月退職）
- 2023年
  - 段木涼太
    - 2024年、北海道テレビへ移籍。
- 勝田直樹 - アクセント預かり。

系列局からの出向
- 中村要輔（1974年4月 - 9月在籍）- 東京放送から出向（FTVテレポート司会者）
- 稲川英雄（1974年3月 - 1976年3月在籍） - 同上

#### 女性
- 1963年
  - 石田千恵里（2月入社[49]、1968年4月退職[48]）
    - 旧姓・根本[48][49]。
- 1965年
  - 岡島浩子（4月入社[49]、1970年1月退職[48]）
- 1968年
  - 原孝江（4月入社[48]、1973年6月退職[48]）
    - 旧姓・玉盛[48]。

  - 増子慶子（4月入社[48]、1971年2月退職[48]）
- 1969年
  - 熊谷京子（4月入社[48]、1971年3月退職[48]）
  - 高田恭子（4月入社[48]、1970年6月退職[48]）
- 1972年
  - 柳原ミエ子（4月入社[48]、1976年6月退職[48]）
  - 遠藤真実子（4月入社[48]、1975年4月退職[48]）
    - 旧姓・吉井[48]。
- 1973年
  - 永井智恵子（11月入社[48]、1977年6月退職[48]）
  - 安田美穂子（4月入社[48]、1976年4月退職[48]）
- 1975年
  - 坪郷佳英子（4月入社[48]、1977年9月退職[48]）
    - 現在は、NHKラジオセンターの専属パーソナリティ。
- 1976年
  - 上田恵子（4月入社[48]、1978年12月退職[52]）
  - 平松千代子（4月入社[48]、1978年12月退職[52]）
- 1977年
  - 北川則子（4月入社[48]、1980年4月退職[52]）
  - 志知美子（4月入社[48]、1980年11月退職[52]）
- 1978年
  - 朝岡直美（4月入社[52]、1981年12月退職[52]）
    - アクセントに移籍。

  - 大塚礼子（4月入社[52]、1981年12月退職[52]）
- 1979年
  - 遠藤靖子（4月入社[52]、1982年7月退職[52]）
  - 斎藤理恵（4月入社[52]、1982年8月退職[52]）
    - オフィス・アーク代表取締役。
- 1980年
  - 吉田江津子（4月入社[52]、1983年3月退職[52]）
- 1981年
  - 近藤照美（4月入社[52]、1987年3月退職[46]）
- 1982年
  - 波江野友子（4月入社[52]、1985年1月退職[52]）
  - 長谷川順子（4月入社[52]、1986年3月退職[52]）
- 1983年
  - 青木久美子（4月入社[52]、1991年12月退職[46]）
  - 赤間裕子（4月入社[52]、1987年9月退職[46]）
    - テレビ東京 → NHK仙台放送局契約アナウンサーとなる。
- 1986年
  - 岩下直美（4月入社[52]、1989年2月退職[46]）
  - 久田直子（4月入社[52]、1990年3月退職[46]）
    - 共同テレビジョン → シグマ・セブン → フリーランス。
- 1987年
  - 辻雅子（4月入社[46]、1992年3月退職[46]）
    - 退職時に結婚し、「中村雅子」として活動。

  - 吉田名保美（4月入社[46]、1990年4月退職[46]）
- 1988年
  - 北原真紀子（4月入社[46]、1991年6月退職[46]）
  - 住友真世（4月入社[46]、1993年7月退職[46]）
    - 共同テレビジョンに移籍。
- 1990年
  - 深井さゆり（4月入社[46]、1997年9月退職[50]）
- 1991年
  - 今野明美（4月入社[46]、1995年12月退職[46]）
- 1992年
  - 北上明子（4月入社[46]、1999年3月退職[50]）
  - 菊池美和（4月入社[46]、1995年3月退職[46]）
    - 旧姓・黒木。
- 1993年
  - 佐藤豊美（4月入社[46]、1997年1月退職[50]）イタリア留学。
- 1994年
  - 簑輪千尋（4月入社[46]、2001年10月退職[50]）フリーアナウンサー。
- 1995年
  - 田中律（4月入社[46]、2003年3月退職[50]）
    - 旧姓・荒井[50]。

  - 長久保智子（4月入社[46]、2000年3月退職[50]）
    - クリエイティブメディアエージェンシー → セント・フォース。
- 1996年
  - 原田幸子（4月入社[50]、2011年7月退職[51]）
    - 退職時の名字は池田[51]。
    - アドバンス社に所属し、石川県内を中心にフリーアナウンサーとして活動。
- 1999年
  - 向井佐都子（4月入社[50]、2005年3月退職[51]）
    - セント・フォース → フリーランス。
- 2000年
  - 関口由香里（4月入社[51]、2013年7月退職）
- 2001年
  - 上山美紀（4月入社[50]、2004年退職）
    - フローリスト、Nest Designs代表。
- 2002年
  - 海附雅美（4月入社[50]、2006年3月退職[51]）
    - 圭三プロダクション → ホリプロに移籍。
- 2004年
  - 田井麗花（2006年9月退職）
    - 契約アナウンサー[注釈 30]。
    - フリーアナウンサー → サンテレビ → オールウェーブ・アソシエツ → フリーアナウンサー。
- 2005年
  - 武田真紀（3月入社、2006年9月退職）
    - 契約アナウンサー[注釈 30]
    - 元青森朝日放送

  - 山元香里（4月入社[51]、2007年9月退職[51]）
    - セント・フォースに移籍。
- 2006年
  - 伊藤里奈（2008年9月退職）
    - 契約アナウンサー[注釈 30]
    - 元秋田朝日放送、オフィスコットン → フリーアナウンサー。

  - 若槻麻美（10月入社、2011年5月に一時退職[注釈 31]。2012年再入社、2015年4月退職）
    - 契約アナウンサー[注釈 30]。元NHK甲府放送局契約キャスター。
- 2007年
  - 多田紗耶子（4月入社[51]、2012年3月退職[51]）
  - 名和田知加（4月入社[51]、2013年3月退職[51]）
    - エス・オー・プロモーションに移籍。
- 2010年
  - 堤友香（4月入社[51]、2014年3月退職）
    - セント・フォースに移籍。

  - 長澤彩子（4月入社[51]、2015年3月退職）
    - 退職後、テレビ神奈川を経てフリーアナウンサー。
- 2013年
  - 宍戸真詩美（12月入社、2015年1月退職） 
    - ラ・ディセ所属（モデルやリポーター業など）。
- 2014年
  - 安河内程子（2月入社、2015年1月退職）
    - 元NHK松山放送局契約キャスター。フリーアナウンサー → 圭三プロダクション

  - 岸野文絵（2016年10月退職）
- 2015年
  - 富永琴美
  - 名切万里菜（2017年3月退職）
    - 元NHK長崎放送局契約キャスター。
    - ライムライト所属。

  - 松永安奈（2019年3月退職）
    - 元NHK沖縄放送局契約キャスター。
    - FIRST AGENT所属。
- 2017年
  - 神谷美寿々（1月入社、2019年3月退職）
    - 山形テレビ、東海テレビ、フリーアナウンサーを経て入社。

  - 福盛田悠（元秋田朝日放送、2019年3月退職）
    - 退職後にミヤギテレビへ移籍。
- 2018年
  - 幡谷明里（9月入社、2023年9月退職）
- 2019年
  - 小田島愛（4月入社、2020年3月退職）
    - 元テレビ金沢。

  - 長谷川朋加（6月入社、2021年5月退職）
    - NHK山形放送局、四国放送、フリーアナウンサーを経て入社。

  - 八重樫葵（6月入社、2022年9月退職）
    - 秋田放送、フリーアナウンサーを経て入社。

  - 我如古梨乃（4月入社、2024年3月退職）
    - NHK沖縄放送局を経て入社。
- 2022年
  - 松山理穂（4月入社、2025年7月退職）
    - 熊本朝日放送等を経て入社
- 2023年
  - 熊谷七海（4月入社、2025年7月退職）

## アナウンサー以外の出演者
- 斎藤恭紀（2014年 - ） - 気象予報士・防災士

## 主な放送番組

### 自社制作番組
- テレポートプラス（月曜 - 金曜 16時40分 - 19時00分）
- サタふく（土曜17時00分 - 18時25分）
- エキサイティング競馬（春・秋の福島競馬開催時）
- 県立高校入試解答速報（毎年3月初旬頃）
- 東日本女子駅伝（毎年11月中旬頃の日曜 12時00分 - 14時35分）
- アルピーの福島あるある認定委員会（不定期放送）
- カンニング竹山の福島のことなんて、誰もしらねぇじゃねえかよ![56]（不定期放送）

#### ミニ番組
- スマイルプラス（月曜 - 金曜 11時20分 - 11時25分）
- キビタンGO! 〜ふくしまから はじめよう。〜（水曜 20時54分 - 20時58分）
- キビタン県政トピックス（土曜 12時55分 - 13時00分）
- SATURDAY FOOTBALL FUKUSHIMA（土曜 18時25分 - 18時30分）
- つなごう。〜未来へ、つなぎたいものは何ですか？〜（土曜 20時54分 - 20時58分）
- ハウジング情報（日曜 8時55分 - 9時00分、土曜 17時25分 - 17時30分）
- 福島市政だより（毎月第1日曜 13時55分 - 14時00分）
- あいづわかまつ情報チャンネル（毎月第2日曜 13時55分 - 14時00分）
- いわき市政だより（毎月第3日曜 13時55分 - 14時00分）
- 郡山市週間トピックス（日曜 14時55分 - 15時00分）
- 福テレの8ミニ（番宣番組）
- 福テレてんき（天気予報）

### フジテレビ系列遅れネット番組
制作局の表記のない番組はフジテレビ制作。
- かまいたちの机上の空論城（月曜 14時20分 - 14時50分、関西テレビ制作）
- 関ジャニ∞の あとはご自由に（火曜（月曜深夜）0時55分 - 1時25分）[57]
- 西村キャンプ場（火曜 14時20分 - 14時50分、テレビ新広島制作）
- 千原ジュニアの座王（水曜（火曜深夜）0時55分 - 1時25分、関西テレビ制作）
- おかべろ（水曜 14時20分 - 14時50分、関西テレビ制作）
- いいすぽ!（木曜（水曜深夜）0時55分 - 1時25分）
- &sauna（木曜 20時54分 - 20時58分、北海道文化放送制作）
- はやく起きた朝は…（金曜 14時20分 - 14時50分）
- 三陸・常磐 うみうまトリップ（金曜 20時54分 - 20時58分、仙台放送制作）
- トキタビ（土曜（金曜深夜）0時55分 - 1時25分）
- KinKi Kidsのブンブブーン（土曜（金曜深夜）1時25分 - 1時55分）
- なりゆき街道旅（土曜 10時25分 - 11時50分）
- ぶらぶらサタデー（土曜 12時00分 - 13時30分）
- イタズラジャーニー（土曜 18時30分 - 19時00分）[注釈 32]
- 僕だけがいない街（日曜（土曜深夜）1時45分 - 2時15分、関西テレビ制作）
- テレビ寺子屋（日曜 5時00分 - 5時30分、テレビ静岡制作）
- うみ☆ハピ（日曜 11時45分 - 11時50分[58]、仙台放送制作）
- ジャンクSPORTS（日曜 17時00分 - 17時30分）
- FNSソフト工場（不定期放送）
- FNSドキュメンタリー大賞（不定期放送）

### テレビ東京系列番組
制作局の表記のない番組はテレビ東京制作。
- 飯尾和樹のずん喫茶（木曜 14時20分 - 14時50分、BSテレ東制作）
- シンカリオン チェンジ ザ ワールド（土曜 5時00分 - 5時30分）
- ウイニング競馬（土曜 15時00分 - 16時00分、同時ネット）[注釈 33]
- 出川哲朗の充電させてもらえませんか?（土曜 16時00分 - 16時55分）
- ポケモンとどこいく!?（日曜 6時30分 - 7時00分）
- ポケットモンスター（日曜 9時00分 - 9時30分）
- 開運!なんでも鑑定団（日曜 12時00分 - 13時00分、(再)土曜 13時00分 - 14時00分）[注釈 34][注釈 35]
- 所さんの学校では教えてくれないそこんトコロ!（日曜 13時00分 - 13時55分）
- 家、ついて行ってイイですか?（日曜 14時00分 - 14時55分）[注釈 36]

### その他
- 日本のチカラ（土曜 5時30分 - 6時00分、民間放送教育協会（民教協）加盟局制作）
- ライフ・ライン（日曜 5時30分 - 6時00分、太平洋放送協会制作）[注釈 37]
- CM INDEX（火曜（月曜深夜）1時25分 - 1時55分、東京企画制作）
- ととのうサウナ旅（火曜 20時54分 - 20時58分、青森テレビ制作）
- 新鮮！にっぽんの味 (金曜 22時52分 - 22時58分、TwellV制作)
- 全東北民謡選手権大会（毎年秋に放送、東北民放テレビ六社会制作）

## 過去に放送された番組

### 自主制作番組
夕方帯ニュース番組
- FTVテレポート（1976年3月29日 - 1986年1月4日）
  - 1976年から情報番組からワイドニュース番組へ企画変更。1984年10月から1986年1月までは『FNNスーパータイム』は分離して放送。
- FNN FTVテレポート（1986年1月6日 - 1997年3月30日）
  - 1986年1月からは『FNNスーパータイム』を内包。日曜は1993年4月から。
- FNN FTVニュース555 テレポート ザ・ヒューマン（1997年3月31日 - 1998年3月27日） - 平日
- FNN FTVニュース テレポート ザ・ヒューマン（1997年4月5日 - 1998年3月29日） - 土日
- FNN FTVスーパーニュース テレポート（1998年3月30日 - 2000年4月2日）
- Lばんスーパーニュース（2003年3月31日 - 2007年3月30日）
- FTVスーパーニュース
- FTVスーパーニュースWEEKEND
- FTV みんなのニュース（2015年3月30日 - 2018年3月28日）
- FTVテレポートプラス - 2019年4月1日からは、『テレポートプラス』

夕方帯情報番組
- FTVテレポート（1973年10月1日 - 1976年3月26日） - 1976年3月29日からはワイドニュース番組へ企画変更。
- テレポート525 - 1996年7月1日 - 1998年3月27日
- テレポート - 1998年3月30日 - 2000年3月
- Lばんテレポート - 2000年4月3日 -2003年3月29日

情報番組
- こんにちは!FTVです（1966年5月7日 - 1968年4月27日）
- ワイドショーふくしま（1968年5月4日 - 1970年10月24日）
- FTVワイドショーふくしま（1970年11月7日 - 1972年6月24日）
- インフォメ・M&S
- 旬ネタWatch特選版

スポットニュース
- 福島民報ニュース（1963年4月 - 1971年8月）
- 民友ニュース（1963年4月 - 1971年8月）
- FTVニュース
  - 23時からの最終版ニュースは、JNN/FNSクロスネット時代は本来JNN系列協定に沿って『JNNニュースデスク』を配信すべきだが、ネットせず自社制作ローカルニュースを放送していた（当初は『福島民報ニュース』と『民友ニュース』を交互 → 後に『FTVニュース』）。
- サンケイホームニュース - 『サンケイテレニュースFNN』（『産経テレニュースFNN』）のタイトル差し替え。
- FNN FTVニュース - 『サンケイテレニュースFNN』（『産経テレニュースFNN』）のタイトル差し替え。
- FNNテレスポット - 『ショットガン』のタイトル差し替え。
- FTVこんやのニュース
- FTVユアタイム クイック
- FTV THE NEWSα Pick

天気予報
- 県内の空模様
- FTV天気予報
- FTVお天気情報（ - 2019年9月）
- お天気リポート（1986年1月6日 - 1999年9月） - 『FTVテレポート』後の18:55に放送していた天気予報
- 丸井の天気予報 - 平日 22:54 - 23:00。丸井郡山店一社提供
- FTVみんなの気象台（ - 2015年3月27日）- 斎藤恭紀が気象について解説する番組（収録番組）。毎週金曜22:52、『FTVお天気情報』を内包。

その他
- 話題をつく（1965年11月14日 - 1971年3月28日） - 県内時事解説番組。
- 農業の焦点（1967年1月8日 - 4月9日）
- FTV週間テレニュース（1966年3月7日 - ）
- FTV道路交通情報（ - 1997年3月）

音楽番組
- おはようメロディー（1963年7月[59] - 1981年3月27日[60]） - 放送開始直後に放送していた音楽番組。1963年7月に一日の放送開始が午前10時から6時50分に繰り上がった際に始まった[59]。
- FTVカラオケのど自慢（1986年10月 - 1987年）
- FTV勝ち抜きのど自慢（1987年 - 1991年3月）
- あなたも有段者になろう-弦哲也のFTVカラオケ選手権
- 弦哲也のFTVカラオケグランプリ
  - 東日本大震災（東北地方太平洋沖地震）の影響で、2011年5月9日の放送をもって打ち切り。
  - 地元有力スポンサーによるローカル番組だったため、『HEY!HEY!HEY!SPECIAL』があっても多くの場合休止せず、『HEY!HEY!HEY!』側が1時間枠となる場合が多かったが2006年（平成18年）以降はこの番組が休止になることが増えた。
- 福歌丸

バラエティー番組
- アロマテロマ（1999年）
- 復興支援シリーズ番組 いっしょに歩こう!ふくしま[注釈 38]
  - きみこそみらい[注釈 39]
- たんぽぽ&藺草の只今元気に営業中!
- 日曜日も!自転車でGO!

スポーツ番組
- トライアスリート西内洋行のからうご（2009年2月 - 8月）
- マリーゼオーレ! - TEPCOマリーゼを応援するミニ番組。東京電力福島第一原子力発電所事故に伴うマリーゼの活動休止のため途中打ち切り。
- 玉ちゃん×長谷川のなるほど競艇団HYPER ※東日本大震災の影響により途中で打ち切り。
- あの時、君は。〜35年目の東日本女子駅伝〜（2019年9月6日 - 11月8日）
- きみこそ明日リート

県政番組
- 茶の間の県政（1963年4月7日 - 1986年3月[61]）
- 200万人のひろば（1986年4月[61] - 1989年12月[62]）
- 210万人のひろば（1990年1月7日[62] - 1999年3月[63]）
- ときめきうつくしま（1999年4月4日[63] - 2006年3月）
- うつくしま情報局
- うつくしま情報局〜ふくしまから はじめよう。

トーク番組
- あの人この人（1964年1月4日 - 1965年10月15日）
- 顔は生きている（1965年11月13日 - 1966年3月26日） - 人相分析番組

教養・紀行番組
- トーアあみもの教室（1963年9月3日 - 11月26日）
- ちいさな世界（1972年9月3日 - 1999年9月）
- 赤ちゃんとママ（1976年4月3日 - 1977年3月26日） - ミニ番組
- くらしの窓（1973年9月1日 - 1984年） → くらしの情報
- うつくしま百名山
- うつくしま祭り50選
- うつくしまの誇り（東日本大震災以降休止していたが2011年10月10日から再開し、2015年3月28日まで放送していた）
- ふくしまてくてく - ミニ番組。フジテレビ制作であるが、制作協力として参加。
- 古関裕而 時を越える応援歌

グルメ番組
- Beerフレンズ - 麒麟麦酒一社提供。
- ふくしまの米 食べちゃっ店舗
- 福のメシ〜地元に愛されるごはん〜
- 一酒懸命 〜ふくしまの酒を愛して〜

インフォマーシャル番組
- ほっとスポット（1997年3月 - 2007年9月）
- ハピ☆ネタ!（2007年9月 - 2010年3月）
- ふくたんインフォメーション

ドキュメンタリー番組
- いっしょに歩こう!ふくしま・福島を生きる
- #やりたいことをやろう

番組宣伝番組
- FTV番組フラッシュ（ - 2010年4月） - FNNスピークと笑っていいともの番組予告終了後、福島テレビハウジングプラザのCMを30秒流したのちに放送。
- ヘンシン!FTVたいむ（不定期）
- HOT情報 - 一時期まで放送上のタイトルは「赤マルチェック」。
- 七転8チャンネル!
- ハチオシ!
- あすは「サタふく」ちょこっと!ハッ!見伝!

#### ガイドCM枠
- 夕べのテレビガイド
- 日曜ロータリー

その他
- あしたのあなた - 『JNNニュースコープ』→『FTVテレポート』後に放送していた。うすい百貨店提供。
- FTVアーカイブ特選 - 開局50周年（2013年）企画
- ふくしまフィルムメモリー - 開局50周年（2013年）企画
- がんばっぺいわき〜日本の復興をいわきから
- ママと子どもの健康ライフ〜ラクトフェリンの活躍〜
- FTV情報ターミナル
- FTV求人情報
- キビタンでんぱ発信中（1993年4月4日[64] - ） - 『ふくしま国体』啓発番組[64]
- FTV夜の招待席
- ふくしま環境インフォメーション
- おいでよ!南会津
- いっしょに歩こう!ふくしま
- 歳時記の郷 奥会津
- 近代競馬150周年〜福島競馬とともに〜
- 福島空港発乗継情報 大空への扉〜福島空港から“ふくしま"を元気に〜 → 大空への扉
- 強く美しく生きる福島の女性「ハンサムウーマン」
- ふくしまの実り〜天のつぶ〜
- ぼくたち再生可能エネルギー学び隊
- アナタメセン+
- 希望の扉
- ふくしまの木 再発見!
- 希望ある復興へ〜福島市の取り組み〜
- 介護・明日への架け橋 → 介護・明日への架け橋 PART2
- シルミルいわき
- ふくのいろ エールマーケット
- 歩らっと!ふくしま
- 情報ターミナル（不定期）
- キカク! プラス

#### 枠のみ制作（あとは番販・ネット）
- うすい土曜劇場
1972年（昭和47年）10月に『うすいゴールデン劇場』としてスタート、1973年（昭和48年）4月に改称。1983年（昭和58年）3月枠撤退。地元の百貨店うすいがスポンサーの番組枠で土曜21時00分 - 21時54分に放送されていた[65]。
放送作品 参照：FTV 1983, pp. 254–275
  - 木枯し紋次郎
  - 浮世絵・女ねずみ小僧
  - 木曽街道いそぎ旅
  - 戦国ロックはぐれ牙
  - 狼・無頼控
  - どてらい男
  - さわやかな男
  - 白い巨塔
  - 新・二人の事件簿 暁に駆ける
  - 午後の恋人
  - 大江戸捜査網
  - ただいま放課後
  - 氷山のごとく
  - オレたちひょうきん族（一旦打ち切り後、週末夕方にて再開。1983年10月から同時ネット化。）
  - 3年B組金八先生（第1・第2シリーズ、スペシャル（Ⅲ以降）及び第3シリーズ以降はテレビユー福島にて放送された。）
  - 1年B組新八先生
- はまつアワー
県内で冠婚葬祭業や郡山市内でホテルを経営していたはまつグループがスポンサーの枠で、火曜 22時00分 - 22時54分 → 月曜 22時00分 - 22時54分 → 月曜 19時30分 - 20時00分に放送されていた。しかし、はまつグループの業績悪化のため 2000年（平成12年）で枠撤退（2003年に民事再生法申請）。
1985年7月以降、『にっぽんの歌』（レギュラー番組）、『クイズ地球まるかじり』、『開運!なんでも鑑定団』といったテレビ東京の番組を番販の上で放送していたが、1996年（平成8年）4月よりフジテレビが同枠（ロート製薬一社提供枠）と22時のドラマ枠の枠交換を実施したことで、月曜22時に移動。『開運!なんでも鑑定団』は週末の昼に移動し、新たに開始した『SMAP×SMAP』を同時ネットすることとなったが、この経緯ではまつグループはこの枠のスポンサーを務めた。1997年（平成9年）4月より同番組はキー局のスポンサーが付くことになり、1997年（平成9年）4月に放送時間を繰り上げの上短縮。『弦哲也のFTVカラオケグランプリ』を放送した。
- はまつ水曜劇場
ドラマなどの番組を放送。現在は枠撤退。

### 過去にネットされていた他系列番組

#### 日本テレビ系番組
※ ◎ → 同時ネット ★ → 福島中央テレビに移行した番組
ニュース番組
- あさ7時のニュース（ - 1971年3月、以降TBS系番組に移行）
- 婦人ニュース
- NNNニュースフラッシュ（夕方のニュース、開局 - 1971年9月）
- NNN日曜夕刊（ - 1971年9月26日）

情報番組
- ◎★朝のワイドショー ○○と90分
- ◎★金原二郎ショー[66]　- 1971年4月2日まで。
- 青島・ノックのワイドショー：14時45分 - 15時45分[66]
  - お昼のワイドショー：14時30分 - 15時30分[67] - 1971年4月から9月まで

バラエティ
- ◎シャボン玉ホリデー[68]
- ◎★笑点 - 1969年4月から1970年3月までは土曜16時30分 - 17時10分に放送。1970年4月から1971年9月までは同時ネット[69]
福島中央テレビでの番組再開は1972年4月より[70]。
- ◎★東芝ファミリーホール特ダネ登場!?[67]
- 巨泉まとめて百万円

ドラマ
- ◎★土曜グランド劇場 - 『90日の恋』から『焼きたてのホカホカ』まで[71]
- ★細うで繁盛記：月曜 20時00分 - 20時56分[72]
- ◎よみうりテレビ制作土曜7時枠連続ドラマ - 『うちのママ姉ちゃん』から『武田信玄』まで[73]
- プロファイター
- ジャングル・ボンバ
- 青春とはなんだ
- マキちゃん日記：水曜 19時00分 - 19時30分[74]

音楽番組
- プラチナゴールデンショー
- あなた出番です!
- 全日本歌謡選手権（よみうりテレビ制作）
- 明星 スターパレード
- 踊って歌って大合戦
- 歌のグランプリショー

スポーツ番組
- ◎★三菱ダイヤモンドアワー（プロレスリング中継 → 日本プロレス中継、ディズニーランド）[68]
- ◎★ミユキ野球教室[75]

アニメ・特撮（子供向け番組含む）
- ◎★おはよう!こどもショー[76] - 1971年4月2日まで。
- 木馬座アワー
- ◎黄金バット → 巨人の星（よみうりテレビ制作）[77]
- 丸出だめ夫：土曜 17時00分 - 17時30分[78] → 月曜 18時15分 - 18時45分[79]
- 快獣ブースカ：土曜 16時30分 - 17時00分[80]→ 水曜 18時15分 - 18時45分[81] → 火曜 18時15分 - 18時45分[82]
- 夕やけ番長：日曜 9時00分 - 9時30分[74]
- 男一匹ガキ大将：日曜 9時00分 - 9時30分[83]
- タイガーマスク（よみうりテレビ制作）：月曜 18時00分 - 18時30分[84]
- いじわるばあさん
  - テレビドラマ 読売テレビ版：月曜 18時15分 - 18時45分[85] → 月曜 18時00分 - 18時30分[86]
  - テレビアニメ 読売テレビ版：金曜 18時00分 - 18時30分[67]
    - 福島テレビでは、フジテレビ版テレビアニメ・ドラマも放送。
- アニメンタリー 決断：金曜 21時00分 - 21時30分[67]

ドキュメンタリー
- 日立ドキュメンタリー すばらしい世界旅行
- ノンフィクション劇場

その他
- 健康増進時代（日本医師会提供）
- 加美乃素日曜劇場
- この人と15分

#### TBS系番組（日本テレビ系時代を含む）
腸捻転時代（朝日放送制作）含む
※ ◎ → 同時ネット　★ → テレビユー福島に移行した番組
ニュース番組
- ◎★JNNニュース - 昼前枠は日本テレビ系時代から放送
- ◎★JNNニュースコープ - 1971年10月1日 - 1983年3月31日[87]。1981年10月からは2か国語放送を実施。
- ◎★時事放談 - 1970年10月から1983年9月まで[88]

朝帯の情報番組
- ◎八木治郎ショー → 八木治郎ショー・いい朝8時（毎日放送制作）1983年3月26日まで[89]
- ◎モーニングジャンボ → ★モーニングジャンボ奥さま8時半です - 1983年3月31日まで[90]。
- ◎モーニングジャンボJNNニュースショー
- ◎モーニングジャンボおはよう地球さん
- ◎おはよう720
- ◎おはよう700
- ◎テレビ列島7時
- ◎★朝のワイドX → 朝のホットライン[91] - 『朝のホットライン』は1983年9月30日まで。

ドラマ
- ◎★東芝日曜劇場 - 1983年9月まで同時ネット[92][93]。1983年10月・11月は日曜 14時00分 - 14時54分に放送[94]。
- タケダアワー - 『隠密剣士』の第10部・第5話から同時ネット[95][96]。
『隠密剣士』の第10部・第1話から第4話までは水曜 19時00分 - 19時30分に放送[97]。第1部から第9部までは1967年9月から1968年3月まで月 - 金曜17時15分 - 17時45分の再放送枠で初放送された[98]。
- ◎★ポーラテレビ小説[99] - 同時ネットは『おゆう』まで
『千春子』の1983年10月 - 11月は7時30分 - 7時50分に放送[100]。
- ◎★花王 愛の劇場[101]
テレビ映画は『人生相談ドラマ あなたならどうする』から同時ネット[102]。
『家族づくり』の1983年9月分までは同時ネット[103]。1983年10月・11月は 14時00分 - 14時30分に放送[94]。
- ◎★CBC制作昼の連続ドラマ - 『水の炎』[67]から、『新宿ララバイ』まで[103]
『燗熱時代』の1983年9月分までは同時ネット。1983年10月・11月は14時40分 - 14時55分に放送[94]。
- ◎★妻そして女シリーズ（毎日放送制作） - 『女の報酬』[104]から、『血の絆』まで[103]
- ◎ブラザー劇場 - 『白馬の剣士』から『 コメットさん』（大場久美子版）まで[105]。
- ★ナショナル劇場 - 『戦国太平記 真田幸村』から放送[81]。
1971年9月の『大岡越前 第2部』までは、火曜 22時00分 - 22時56分に放送[77]。1971年10月から1983年9月までは同時ネット[106][107]。
1983年10月 - 11月は土曜 13時00分 - 13時54分に放送[108]。
- ◎毎日放送制作 土曜 22:00枠 - 『影同心』から『雪姫隠密道中記』まで[109]
- キイハンター（1970年4月から）[110]→ アイフル大作戦 → バーディー大作戦 → Gメン'75 [111]
- ◎TBS火曜8時枠の連続ドラマ[91] - 『積木くずし 〜親と子の200日戦争〜』まで[112]
- ◎★TBS火曜9時枠の連続ドラマ[113] - 同時ネットは『外科医 城戸修平』まで。
『看護婦日記 パートI』の1983年9月までは同時ネット[114]。10月から日曜10時30分 - 11時24分に放送[115]。
- ◎TBS水曜8時枠の連続ドラマ - 『十手野郎捕物控』から『婦警さんは魔女』まで[106][116]。
- ◎水曜劇場 - 『ああ夫婦』（第1部）[117] から『結婚』まで[118]。
『国際事件記者』は土曜 22時00分 - 23時00分に放送[119]。
- ◎ケンちゃんシリーズ - 『チャコちゃんハーイ!』、『チャコねえちゃん』も含む[120]。
同時間帯の『だんなさまは18歳』から、『胸キュン探偵団』までも同時間帯で放送された[121][122]。
『パパの育児手帳』は日曜10時30分 - 11時00分に放送[123]
- ◎TBS木曜8時枠の連続ドラマ -『七人の刑事』から『人間が好き ドラマシリーズ』まで[92][122]。
『七人の刑事』の第2シーズン以降は未放送。
『胸さわぐ苺たち 』は1983年11月まで日曜 9時00分 - 9時54分に放送[115]。
- ◎木下恵介アワー[124]
木下恵介劇場の『喜びも悲しみも幾歳月』は1965年11月から1966年3月まで月曜 22時30分 - 23時00分に[125]、1966年4月以降は金曜 22時30分 - 23時00分に放送[78]。
『記念樹』と『今年の恋』は同時ネットで放送[126]。
- ◎木下恵介・人間の歌シリーズ[127]
- ◎木曜座 [128]
- ◎TBS金曜9時枠の連続ドラマ - 『捜査検事』から『ひまわりの歌』まで[129]
- ◎★金曜ドラマ[130] - 同時ネットは『金曜日の妻たちへ』の1983年3月まで

『金曜日の妻たちへ』の1983年4月以降は土曜 16時00分 - 16時54分に放送。
- ◎おくさまは18歳 → なんたって18歳! → ラブラブライバル → ラブラブライバル → ニセモノご両親[132]
- 好き! すき!! 魔女先生（朝日放送制作）：土曜 19時00分 - 19時30分[83]
- ◎家なき子 → 幸福ゆき[133]
- ◎赤い靴 (テレビドラマ)[134]
- ブロンコ・シャイアン
- FBIアメリカ連邦警察
- ただいま同居中
- 冠婚葬祭入門
- インターン
- 天皇の世紀（朝日放送制作） - 腸捻転時代。
- 女はつらいよ
- アーノルド坊やは人気者（中部日本放送制作）：日曜 17時00分 - 17時30分（1982年10月 - 1983年9月） → 金曜 19時00分 - 19時30分（1983年10月 - 1985年3月） → 土曜 17時30分 - 18時00分（1985年4月）[135]
後に福島中央テレビでも放送[136]。

バラエティ
- ◎ てなもんや三度笠（朝日放送制作） - 1963年開局から1964年2月まで[137]
- てんてこ漫遊記（朝日放送制作） - 腸捻転時代。
- ◎★お笑い頭の体操
- ◎★8時だョ!全員集合 - 1972年4月から[138]、1983年9月まで[139]
- ◎進め!フィンガー5 → 学校そば屋テレビ局[140]
- シャボン玉こんにちは
- たのきん全力投球!
- ★欽ちゃんの週刊欽曜日
  - 1983年3月まで同時ネット[141]、1983年4月から9月までは木曜 22時00分 - 22時54分に放送[122]。
- ヤングおー!おー!（毎日放送制作） - 1974年4月から。
  - 1973年10月から1974年3月までは、福島中央テレビで放送[142]。1974年4月から9月までは土曜 15時00分 - 15時55分に放送。[143]。1974年10月から放送終了まで土曜 16時00分 - 16時55分に放送[144]。
- 笑いころげてたっぷり枝雀（毎日放送制作）

クイズ番組
- ◎霊感ヤマカン第六感（朝日放送制作） - 1974年10月 - 1975年3月のみ[145]
- ◎★アップダウンクイズ（毎日放送制作） - 1975年4月から1983年9月まで[146][93]
- ◎★ぴったし カンカン
- ◎★クイズダービー
- ◎★クイズ100人に聞きました
- ◎人生ゲームハイ&ロー → ★クイズ天国と地獄[147] - 1983年9月まで[107]
- ◎ ベルトクイズQ&Q - 1970年3月30日から[148][149] → ★スーパーダイスQ[150]

『スーパーダイスQ』は1983年9月まで
- 西田敏行・桜田淳子のもちろん正解

トーク番組
- 新婚さんいらっしゃい!（朝日放送制作） - 腸捻転解消で福島中央テレビ → 福島放送へ移行。腸捻転当時は朝日放送がTBS系列の準キー局であった。
- おやじバンザイ → ただいま恋愛中（朝日放送制作） - 腸捻転時代。後者は腸捻転解消後も日本教育テレビ→テレビ朝日系番組として放送を継続。
- ◎★悪友親友 - 1983年9月まで[103]

音楽番組
- ◎ ロッテ 歌のアルバム[151]
- 歌まね読本：金曜 19時00分 - 19時30分[152] → 火曜 19時30分 - 20時00分[153]
- みんなで歌おう!
- ◎ 家族そろって歌合戦 - 1970年4月から[154] → 熱戦!歌謡ダービー[155]
福島県での公開録画は福島テレビが自社で制作・配信を実施[156]
- TBS歌のグランプリ（TBSテレビ・朝日放送・中部日本放送・RKB毎日放送・北海道放送共同制作）
- 火曜歌謡ビッグマッチ
- ◎ オーケストラがやってきた
- ◎ トップスターショー・歌ある限り
- ◎★ザ・ベストテン - 1983年9月30日まで。1981年10月1日放送分からステレオ放送を実施。
- ザ・ヒットステージ

スポーツ番組
- 1983年の日本シリーズ（第1戦・第2戦を放送[注釈 40]、第7戦もTBSが制作したが編成上の都合により福島テレビでは未放送[157]）

紀行番組
- ★兼高かおる世界の旅 - 1983年9月まで[93]
1965年に土曜 8時15分 - 8時45分に放送[158]。1977年7月から放送再開[159]。開始から1978年3月までは日曜 10時00分 - 10時30分に放送。1978年4月より同時ネット[128]。1981年10月4日からは2か国語放送を実施した。

ドキュメンタリー・教養番組
- ★野生の王国（毎日放送制作）1975年4月から同時ネット[146]。1983年4月から9月までは日曜9時30分 - 10時00分に放送[160]

料理番組
- ◎★キユーピー3分クッキング（中部日本放送制作版）1974年から1983年12月28日まで。1983年4月から12月までは時差ネット[注釈 41]。
- キッチンパトロール
- ★料理天国 - 1980年4月から1983年9月まで。
1980年から1983年3月までは土曜 17時30分 - 18時00分に放送[150]。1983年4月から9月までは、土曜 18時30分 - 19時00分に放送[161]。

アニメ・特撮（子供向け番組含む）
- エイトマン[162]　→ スーパージェッター[163]：月曜18時15分 - 18時45分
- 宇宙少年ソラン[164]→ 冒険ガボテン島[165]：金曜18時15分 - 18時45分
- ◎ウルトラシリーズ - 『ウルトラQ』から『ウルトラマン80』まで[166]。

『ウルトラファイト』は1971年10月から1972年6月まで月 - 金曜 18時55分 - 19時00分に放送。
- ふしぎなメルモ（朝日放送制作）：日曜 18時30分 - 19時00分[168]
- 海のトリトン（朝日放送制作）：日曜 18時30分 - 19時00分（1972年7月 - 9月）[169]→ 土曜17時00分 - 17時30分（1972年10月から）[170]
- 仮面ライダーシリーズ（毎日放送制作） - 日本教育テレビ系時代から放送。『スーパー1』まで。『BLACK』『BLACK RX』はテレビユー福島で、テレビ朝日制作平成・令和シリーズは福島放送で放送。
- スカイヤーズ5

モノクロ版は火曜18時15分 - 18時45分に放送。カラー版は同時ネット。
- ◎草原の少女ローラ[172]→ UFO戦士ダイアポロン → ろぼっ子ビートン[173]
- ★まんが日本昔ばなし（毎日放送制作）：木曜 19時00分 - 19時30分[174]（1983年9月まで[122]）
- まんが世界昔ばなし - 1976年10月から1978年3月までは日曜 11時00分 - 11時30分に放送[175]。1978年4月から同時ネット[176]。
- まんがはじめて物語 - 後にテレビユー福島でも放送された。
- ◎宇宙鉄人キョーダイン → 大鉄人17（毎日放送制作）[177]
- ◎まんが偉人物語 → まんがこども文庫（毎日放送制作）[178]
- ◎愛の学校クオレ物語 → ワンワン三銃士（毎日放送制作）[179]
- ◎愛の戦士レインボーマン（毎日放送制作）[121]
- ◎超時空要塞マクロス（毎日放送制作）[121]
- じゃりン子チエ（毎日放送制作） - 第1シリーズのみ放映[180]。
- ◎サスケ[181]
- ばくはつ五郎：日曜 9時00分 - 9時30分[67]
- キックの鬼：土曜 18時15分 - 18時45分[182] → 水曜 18時00分 - 18時30分（第25話・第26話）[67]
- ◎ミームいろいろ夢の旅（1983年9月までは同時ネット、1983年10月 - 11月は時差ネットで放送）

その他
- 日立テレビシティ
- ◎ 土曜19:30枠 - 『名犬ラッシー』から★『クイズダービー』まで[92]
『クイズダービー』は、1983年9月まで[139]。
- ◎ 火曜19:30枠 - 『進め!ドリフターズ』から★『ぴったし カン・カン』まで[183]
『ぴったし カン・カン』の1983年4月から9月までは水曜 19時00分 - 19時30分に放送[184]。
- ◎ 日曜20:00枠 -『サンセット77』から『Gメン'82』まで[92]
- ◎ YKKアワー キックボクシング中継 - 1969年4月から[185] → ★クイズ100人に聞きました[186] - 1983年9月まで[107]
- ◎飛べ!孫悟空 → ★ザ・チャンス![187] - 1983年9月まで[114]
- 不二家の時間 - 1966年4月の『オバケのQ太郎』（第1作）から同時ネット[188] 。
『ポパイ』は開局から1964年3月までは 月曜 20時00分 - 20時30分に放送[189]。1964年4月から1965年1月までは火曜 19時30分 - 20時00分に移動し[190]、1965年2月から8月までは金曜19時00分 - 19時30分に放送された[191]。
『オバケのQ太郎』は1965年9月より1966年3月まで金曜 19時00分 - 19時30分に放送[192]。
同時間帯でもある『がんばれ!兄ちゃん』[193] から『人間ふしぎ不思議』までの番組も同時ネット[113]。
- ◎木曜 21:00枠 -『女人平家』から『ザ・ベストテン』まで[106]
『日本の嫁シリーズ』最終作『嫁サこらんしょ』では制作協力として表記。
『ザ・ベストテン』は1983年9月まで[122]。
- ◎走れ!ケー100 → 星の子チョビン[194]

#### フジテレビ系番組
※ ◎ → 同時ネット　★ → TBS系時代からのネット。☆ → フジ系移行後にネット開始。◇ → 現ロゴになってからネット。
ニュース番組
- ◎☆FNNモーニングワイド ニュース&スポーツ - 1983年4月1日から9月30日までは、6:55飛び降り。1983年10月以降はフルネット。
  - ◎FNNモーニングコール
  - ◎FNN朝駆け第一報
  - ◎FNN World Uplink
  - ◎FNN おはよう!サンライズ
- ◎☆FNNニュースレポート11:30（1983年4月1日から）
  - ◎FNNスピーク
  - ◎FNNプライムニュース デイズ
- ◎☆FNNニュースレポート6:00（1983年4月1日から）
  - ◎FNNスーパータイム - 1986年1月から月曜から土曜は『FTVテレポート』に内包（1993年4月からは日曜放送分も）。
  - ◎FNNニュース555 ザ・ヒューマン
  - ◎FNNスーパーニュース
  - ◎みんなのニュース
  - ◎プライムニュース イブニング
- ◎☆FNNニュースレポート23:00（1983年4月1日から）
  - ◎FNN DATE LINE
  - ◎FNN NEWSCOM
  - ◎ニュースJAPAN
  - ◎あしたのニュース
  - ◎ユアタイム
  - ◎THE NEWSα
  - ◎FNNプライムニュースα
- ◎☆FNNニュースレポート23:30（1983年4月2日から）
  - ◎FNN DATE LINE
  - ◎FNN NEWSCOM
  - ◎FNNニュース最終版 - 第1期は福島中央テレビにて放送。
  - ◎ニュースJAPAN WEEKEND
  - ◎ニュース&すぽると!
- ◎★FNN奥さまニュース → サンケイテレニュースFNN - 1983年3月までは、月曜 - 金曜 14:55 - 15:00のみ。
- サンケイホームニュース（1983年3月まで） - 放送上「FNN」を外して放送。月曜 - 金曜 17:50 - 18:00。

情報番組
- ◎☆◇フジテレビ系列平日午前のワイドショー枠
  - ☆おはよう!ナイスデイ → ナイスデイ
  - 情報プレゼンター とくダネ!
- ◎フジテレビ系列平日午後のワイドショー枠
  - ★3時のあなた（1971年10月 - ）
  - タイム3
  - タイムアングル
  - TVクルーズ となりのパパイヤ
  - 3時ヨこい!
  - ◇ビッグトゥデイ
  - 2時のホント
  - ひるこた!〜昼もこたえてちょーだい!〜
  - 知りたがり!
  - アゲるテレビ
  - 直撃LIVE グッディ!
- ◎☆◇奥さまリビング枠（『どーなってるの!?』まで平日11時台飛び乗り）
  - 美味しんぼ倶楽部
  - 生島ヒロシのおいしいフライパン
  - 生島ヒロシのもっと・自由な生活
  - 奥さまお手をどうぞ!
  - ザ・ビッグチャンス!
  - ジョーダンじゃない!?
  - どーなってるの!?
  - 噂のどーなってるの?!
  - こたえてちょーだい!
  - わかってちょーだい!
  - ハピふる!
  - スパイスTV どーも☆キニナル!
  - 知りたがり!
- ◎☆関西テレビ制作土曜朝のワイドショー
  - ☆DOサタデー（1983年4月2日から）
  - モーニングスタジオ・土曜!100%
  - モーニングアップル
  - シュートinサタデー
  - 土曜大好き!830
  - 土曜ぴーぷる
  - いつでも笑みを!
  - ベリーベリーサタデー!
  - うふふのぷ
  - にじいろジーン
- ◎THE WEEK
- ◎土曜一番!花やしき - フルネット
- ◎ウォッ!チャ
- ◎情報プロジェクトS
  - 土曜LIVE ワッツ!?ニッポン
  - ◎ハッケン!!
- ◎めざましテレビ週末号
- ◎めざましどようびメガ
- バイキング → バイキングMORE
- ポップUP!

スポーツ番組
- ◎★スポーツワイドショー プロ野球ニュース
  - ◎スポーツWAVE
  - ◎Grade-A
  - ◎すぽると!
  - ◎スポーツLIFE HERO’S
- サントリー スポーツ天国
- 岡田ゴルフ倶楽部（関西テレビ制作）

バラエティ番組
- ◎☆◇笑っていいとも! - 1983年10月3日から[195]
- ☆◇笑っていいとも!増刊号 - 1983年10月のネット開始からしばらくは日曜12時00分からの1週遅れの時差ネット。また、『笑っていいとも!』放送開始以前は『増刊号』のみを不定期放送。
- ライオンのいただきます → ◇ライオンのごきげんよう
- ★ラブラブショー（1971年10月から） → ◎アイ・アイゲーム

『ラブラブショー』は1973年9月まで日曜 11時30分 - 12時00分に放送。1973年10月から同時ネット。
- ◎★欽ちゃんの9時テレビ → 欽ドン!良い子悪い子普通の子[198]
- ◎☆なるほど!ザ・ワールド - 1983年10月から[100]
- ★◇ドリフ大爆笑 - TBS系時代は土曜スペシャル枠で放送されていた。
- とんねるずのみなさんのおかげです → ◇とんねるずのみなさんのおかげでした
- ★ズバリ!当てましょう - FCT開局からネット交換の間も引き続き放送。1977年4月から同時ネット。
- ★クイズ・ドレミファドン!
- ★パンチDEデート（関西テレビ制作）
- ★三枝の爆笑美女対談（関西テレビ制作）

1983年9月までは日曜 14時30分 - 15時00分の遅れネット。1983年10月から同時ネット。
- ねるとん紅鯨団（関西テレビ制作）
- 三枝の愛ラブ!爆笑クリニック
- 少年隊夢 → 少年タイヤ
- ネプフジ
- 快傑えみちゃんねる（関西テレビ制作、途中打ち切り。）
- 平成日本のよふけ
- 笑う子犬の生活ALIVE
- つんくタウン
- タカトシ×くりぃむのペケ×ポン （2008年10月以降は同時ネット）
- 雨ニモマケズ
- リチャードホール
- 志村塾 → 志村通 → 志村けんのだいじょうぶだぁII → 志村屋です。 → 志村軒 → 志村劇場 → 志村だヨ! → 志村笑![注釈 42]
- 孝太郎ラボ → 孝太郎プラス
- 海筋肉王 〜バイキング〜
- ザ・NIPPON検定
- 新しい波16
- あっぱれ!!さんま新教授
- ふくらむスクラム!!
- ラグ&ピース
- オレワン
- ウソホンティ
- 日本列島グッドジョブ大賞!
- チョナン・カン → チョナン・カン2
- 忘文
- 捨てる恋あれば拾う恋あり
- なんで推理SHOW ハテナの出口
- ニューカマーズ
- ホメられてノビるくん → ホメられてノビるくんA
- ゴレンタン
- しあわせの素（途中打ち切り）[注釈 43]
- たけしのコマネチ大学数学科（不定期放送）
- 世界は言葉でできている（ゴールデンタイム時代は同時ネット）
- ナダールの穴
- うもれびと
- おもしろ言葉ゲーム OMOJAN
- バナナマンのブログ刑事 → 芸能人更生バラエティ バナナ塾 → オトナ養成所 バナナスクール → キテるにハマる!課外授業 バナナスクール2（東海テレビ制作）
- GIVE&TAKE
- ソモサン・セッパ!
- ロケットライブ
- バチバチエレキテる
- 10匹のコブタちゃん 〜ヤセガマンしないTV〜
- アノ人たちの作り方 〜なぜこうなった!?ファクトリー〜
- 百識王
- お笑いワイドショー マルコポロリ!（関西テレビ制作、途中打ち切り。）
- 世間の裏側のぞき見バラエティ ウラマヨ!（関西テレビ制作） - お笑いワイドショー マルコポロリ!の放送枠で不定期放送された。
- 今は役に立たないけど、いつか知っててよかったと思うやりかた大図鑑
- 日本全国ご自慢列島 ジマング → さまぁ〜ずのご自慢列島ジマング（第2期は同時ネット。）
- ウチくる!?（途中打ち切り）
- タカトシ牧場（北海道文化放送制作）（途中打ち切り。）
- さんまのまんま（関西テレビ制作）
- かたらふ〜ぼくたちのスタア〜（途中打ち切り。）
- さまぁ〜ずの神ギ問（土曜ゴールデン時代は同時ネット）
- ぐっさん家〜THE GOODSUN HOUSE〜（東海テレビ制作、途中打ち切り。）
- あいのり：Asian Journey → あいのり：Asian Journey SEASON2
- 関ジャニ∞クロニクル（Fは同時ネット）
- 桃色つるべ〜お次の方どうぞ〜（途中打ち切り。）
- いただきハイジャンプ（途中打ち切り）
- 東北魂TV（不定期、BSフジ制作）
- 関ジャニ∞のジャニ勉（関西テレビ制作）
- クイズ!脳ベルSHOW（BSフジ制作、2021年6月にネット打ち切り。）
- グータンヌーボ2（関西テレビ制作）
- 恋愛マルシェ（BSフジ制作、途中打ち切り）
- ちまたのジョーシキちゃん（関西テレビ制作、2023年3月にネット打ち切り。）
- 土曜RISE! (途中打ち切り)

ドラマ
- ☆◇東海テレビ制作昼の帯ドラマ
- ★ライオン奥様劇場（1983年9月までは14時00分に時差ネットで、1983年10月からは同時ネット。） 
  - なお、ライオン枠は1983年10月3日 - 21日までは平日 13時00分 - 13時30分と16時00分 - 16時30分の並行放送。（前者は「殺さないで!あなた」、後者は「喜劇・女の天下」。）[94]
- 銭形平次

1967年8月 - 1970年3月　月曜 20時00分 - 20時56分
1971年10月 - 1980年3月 火曜 22時00分 - 22時55分
1981年4月 - 1983年3月 金曜 20時00分 - 20時55分。1983年4月以降は同時ネット
- 演技者。 → 劇団演技者。
- 青春★ENERGY
  - チェケラッチョ!! in TOKYO
  - ダンドリ娘
- TOKYO コントロール 東京航空交通管制部（フジテレビNEXT制作）
- 記憶
- 合コンに行ったら女がいなかった話（関西テレビ制作）
- インフォーマ（関西テレビ制作）
- ブルーバースデー（関西テレビ制作）

音楽番組
- ◎★夜のヒットスタジオ - 1971年10月4日に福島中央テレビから移行[204]。1981年10月5日放送分からステレオ放送を実施。
- ★オールスター家族対抗歌合戦 - 1975年10月から
1983年3月までは土曜12時00分 - 12時55分に放送[91]。1983年4月から同時ネット[160]。
- TK MUSIC CLAMP → ロケットパンチ!（日曜23時から放送。ミュージックフェアの放送枠を差し替え。）
- BOOM BOOM（沖縄テレビ制作）
- BEATNIKS（岩手めんこいテレビ制作）
- mashup!音王MUSIO（仙台放送制作）
- MUSIC JAPAN → music>holic → Break Point!（岩手めんこいテレビ制作。）
- ミューサタ（途中打ち切り）
- 魁!ミュージック[注釈 44]（途中打ち切り。）

紀行番組
- ふるさと紀行（東海テレビ制作）
- 風まかせ 新・諸国漫遊記 - 1997年4月6日から
  - 1997年4月6日から9月28日までは日曜 12時00分 - 12時55分。1997年10月5日からは13時台に放送していた『開運!なんでも鑑定団』と交換する形で13時台（13時00分 - 13時55分）に移行。
- 絶景日本の健康歩き〜ウオーキングプラス〜
- おでかけ日和

ドキュメンタリー
- 仙台放送制作・東北電力の一社提供番組。
  - サンデートーク
  - 新・サンデートーク
  - 今、きらめいて
  - ぼくらの時代
  - 情熱エンジン
- 激闘!オレごはん → 感動!オレごはん（東海テレビ制作）
- RIDE ON TIME 〜時が奏でるリアルストーリー〜
- 日本の轍（不定期放送、関西テレビ制作、途中打ち切り。）
- ザ・ノンフィクション（途中打ち切り）

料理番組
- ◎夕食ばんざい（午前中の番組に内包。）
  - 郁恵の今日何にする?
  - 郁恵・井森のお料理BAN!BAN!（2000年から午前中の番組に内包。）
  - 郁恵・井森のデリ×デリキッチン!
  - おしえて!うれしぴ
  - らいぶdeキッチン
  - キッチン de SHOW
- トミーズのはらぺこ亭（関西テレビ制作）
- 日本一ふつうで美味しい植野食堂 by dancyu（BSフジ制作、途中でネット打ち切り。）
- 取材拒否の店（不定期放送）

アニメ番組（子供向け番組含む）
- 鉄腕アトム：火曜 18時15分 - 18時45分[73]
- 鉄人28号：日曜 16時40分 - 17時10分[205]→ 水曜 18時15分 - 18時45分[206]
- 遊星少年パピイ → 遊星仮面：水曜 18時15分 - 18時45分[207]
- 宇宙エース → ハリスの旋風 → ドンキッコ：木曜 18時15分 - 18時45分[208]
- ◎ジャングル大帝 → 仮面の忍者 赤影[208]
- マグマ大使 → 怪獣王子：火曜 19時00分 - 19時30分[209]
- わんぱくフリッパー（第1期） → ちびっこ怪獣ヤダモン：日曜 18時00分 - 18時30分[82]
『わんぱくフリッパー』の第2期は同時ネット[210]
- アニマル1 → 妖怪人間ベム（2011年のテレビドラマは福島中央テレビで放映）：金曜 18時15分 - 18時45分[211]
- 日曜 9:00 - 9:30枠[注釈 45]
  - ゲゲゲの鬼太郎シリーズ（第6作は同時ネット）
    - 第4作
    - 第5作

  - デジモンシリーズ（『デジモンアドベンチャー』・『デジモンアドベンチャー:』・『デジモンゴーストゲーム』は未放送）
    - デジモンアドベンチャー02
    - デジモンテイマーズ
    - デジモンフロンティア
    - デジモンセイバーズ

  - 金色のガッシュベル!!
- 日曜 18:00 - 18:30枠
ガッチャマンシリーズ
科学忍者隊ガッチャマン：月曜 - 金曜 17時15分 - 17時45分[212] - 1975年に放送
科学忍者隊ガッチャマンII：日曜 17時30分 - 18時00分[213]
科学忍者隊ガッチャマンF：土曜 17時00分 - 17時30分[214]
ポールのミラクル大作戦 → 一発貫太くん：日曜 17時30分 - 18時00分[215]
とんでも戦士ムテキング→ 未来警察ウラシマン（1983年9月まで）：土曜 17時00分 - 17時30分[216][注釈 46]
『未来警察ウラシマン』の1983年10月から同時ネット
- ★◇サザエさん（本放送） - 1971年10月 - 12月[83]、1983年10月から同時ネット[217]。
フジテレビで火曜日に行われていた再放送は1976年4月から1983年9月までは日曜 10時30分 - 11時00分に放送[174]、1983年10月から同時ネットになった。
- 日曜19:00 - 19:30枠 - アタックNo.1（1971年10月以降。2005年のテレビドラマは福島放送で放映）から。
アタックNo.1 →  ミラーマン（1972年9月まで）：日曜 18時00分 - 18時30分[218]
ミラーマン（1972年10月から） → マジンガーZ（1973年3月まで）：日曜 18時30分 - 19時00分に放送[170]
マジンガーZ（1973年4月から） → 惑星ロボ ダンガードA（1977年3月まで）：土曜 19時00分 - 19時30分[219]
惑星ロボ ダンガードA（1977年4月より） → さすがの猿飛（1983年9月）：日曜 18時00分 - 18時30分[220][93]。
『さすがの猿飛』の1983年10月から同時ネット[217]
- カルピスこども劇場 → 世界名作劇場
ムーミン：月曜 - 金曜 17時15分 - 17時45分[170] - 1972年に放送。
山ねずみロッキーチャック：日曜 9時00分 - 9時30分（1973年1月 - 3月）[221]
山ねずみロッキーチャック（1973年4月から）→ アルプス物語 わたしのアンネット（1983年3月まで）：土曜 18時00分 - 18時30分[222][223]
『わたしのアンネット』の1983年4月から同時ネット[160]。
- 水曜 19:00 - 19:30枠
赤胴鈴之助：土曜 18時00分 - 18時30分[224]
荒野の少年イサム → ドカベン：土曜17時00分 - 17時30分[225]
がんばれ元気：水曜 6時15分 - 6時45分　→ 金曜 6時15分 - 6時45分[179]
- 木曜 19:00 - 19:30枠 
国松さまのお通りだい：日曜 9時00分 - 9時30分[168]
ゲッターロボ → ゲッターロボG（1974年9月 - 1976年3月）、土曜 7時20分 - 7時50分（1975年10月から土曜 7時25分 - 7時55分）[226]
ゲッターロボG（1976年4月から） → パタリロ（1983年3月まで）：日曜 7時00分 - 7時30分[174][227]
パタリロ（1983年4月から）：日曜 7時30分 - 8時00分[228]。
スペースコブラ：水曜 17時20分 - 17時50分（1983年3月まで） → 水曜 17時30分 - 18時00分（1983年4月から）[229]。
- 土曜18:30 - 19:00枠[注釈 47]
タイムボカンシリーズ（ヤッターマン（第1作・リメイク版）、ゼンダマン、タイムボカン24、タイムボカン 逆襲の三悪人は福島中央テレビで放送）
タイムボカン：月曜 - 金曜 17時00分 - 17時30分[230] - 1978年に放送
タイムパトロール隊オタスケマン：木曜 17時00分 - 17時30分[214]
ヤットデタマン → 逆転イッパツマン（1983年3月まで）：木曜 17時20分 - 17時50分[202][231]
逆転イッパツマン（1983年4月から）→ イタダキマン：木曜 17時30分 - 18時00分[232]
ゲゲゲの鬼太郎 (第3作) → おそ松くん (第2作) → 平成天才バカボン → おれは直角 → 丸出だめ夫 → 幽☆遊☆白書 → NINKU -忍空-
- ★釣りキチ三平：月曜 17時20分 - 17時50分[202]
- ひらけ!ポンキッキ - 1983年10月3日から。
  - ポンキッキーズ
  - ポンキッキーズ21
  - ポンキッキ
- ママとあそぼう!ピンポンパン - 1973年4月 - 1975年3月[233]
  - 月曜 - 金曜 10:55 - 11:40（1973年4月 - 1973年12月）
  - 月曜 - 金曜 10:45 - 11:30（1974年1月 - 1974年3月）
  - 月曜 - 木曜 10:45 - 11:25（1974年4月 - 1975年3月）
- らんま1/2 熱闘編（第1期は同時ネット・単発ドラマとリメイクアニメは福島中央テレビにて放送）
- ドラゴンリーグ
- 頭文字D → 頭文字D Second Stage
- ∀ガンダム
- ミッドナイトホラースクール
- ギルガメッシュ
- レジェンズ 甦る竜王伝説
- FNS地球特捜隊ダイバスター
- ガチャガチャポン!（途中でネット打ち切り）
- 信長協奏曲
- 世界名作劇場完結版・あらいぐまラスカル（BSフジ制作）
- ノイタミナ[注釈 48]
  - のだめカンタービレ(テレビアニメ版) - 第1シーズンのみネット、第2シーズン以降は未放送。
  - UN-GO
  - テルマエ・ロマエ
  - ブラック★ロックシューター
  - ギルティクラウン
  - 坂道のアポロン
  - つり球
  - もやしもん リターンズ - 第1シーズンは未ネット。
  - 夏雪ランデブー
  - PSYCHO-PASS サイコパス → PSYCHO-PASS サイコパス新編集版 → PSYCHO-PASS サイコパス 2 → PSYCHO-PASS サイコパス 3
  - ROBOTICS;NOTES
  - 刀語
  - 銀の匙 Silver Spoon
  - あの日見た花の名前を僕達はまだ知らない。
  - ガリレイドンナ
  - サムライフラメンコ
  - ピンポン
  - 龍ヶ嬢七々々の埋蔵金
  - 残響のテロル
  - 冴えない彼女の育てかた
  - 四月は君の嘘
  - パンチライン
  - 乱歩奇譚 Game of Laplace
  - すべてがFになる THE PERFECT INSIDER
  - 僕だけがいない街
  - 甲鉄城のカバネリ
  - バッテリー
  - 舟を編む
  - クズの本懐
  - 冴えない彼女の育てかた♭
  - DIVE!!
  - いぬやしき
  - 恋は雨上がりのように
  - 約束のネバーランド
  - さらざんまい
  - ギヴン
  - うちタマ?! 〜うちのタマ知りませんか?〜

#### テレビ朝日（NETテレビ）系番組
腸捻転時代（毎日放送制作）を含む。
※ ◎ → 同時ネット ▲ → 福島中央テレビ開局後に放送された番組 ★ → 福島中央テレビに移行した番組。
朝帯の情報番組
- ◎★モーニングショー - 1970年1月まで[234]
- ★アフタヌーンショー：月 - 金曜 15時00分 - 15時55分[235]

1968年4月から1970年1月まで
- ◎ウィークエンドモーニングショー[237] →八木治郎ショー（毎日放送制作）

バラエティ
- ★大正テレビ寄席

- 日曜 16時30分 - 17時15分（1966年6月5日 - 1967年3月）
- 日曜 15時30分 - 16時15分（1967年4月 - 1967年10月1日）
- 日曜 16時00分 - 16時45分（1967年10月8日 - 1968年1月） 　
- 日曜 15時30分 - 16時15分（1968年2月 - 1968年10月6日）
- 日曜 16時00分 - 16時45分（1968年10月13日 - 1969年2月）
- 日曜 16時30分 - 17時15分（1969年3月 - 1969年9月）
- 日曜 17時00分 - 17時45分（1969年10月 - 1970年3月）

▲ラブアタック!（朝日放送制作）
1977年から1978年まで、土曜日に放送。 　
ドラマ
- ★特別機動捜査隊：月曜 22時00分 - 23時00分

1966年4月から1970年1月まで
- 空手三四郎：日曜 9時00分 - 9時30分[249]
- 鉄道公安36号：木曜 22時15分 - 23時11分[249]

1965年5月から
- くらやみ五段：日曜 10時30分 - 11時00分[251]
- スパイキャッチャーJ3：月 - 金曜 17時15分 - 17時45分[81]

1967年3月から4月まで
- ▲必殺シリーズ（朝日放送制作）

必殺仕掛人 → 必殺必中仕事屋稼業』（第13話まで） - 同時ネット（TBS系時代）
必殺必中仕事屋稼業（第14話から） → 必殺からくり人・血風編』：水曜 23時05分 - 0時00分（ここからNET → テレビ朝日系列）
新・必殺仕置人 → 必殺仕事人（1980年3月まで）：日曜 22時35分 - 23時25分に放送
必殺仕事人（1980年4月 - 1981年4月）：土曜 0時00分 - 0時55分（金曜深夜）
音楽番組
- 象印歌のタイトルマッチ（1965年11月から[257]） → ★象印スターものまね大合戦：日曜 10時00分 - 10時30分[237]
1970年3月まで[246]

アニメ・特撮（子供向け番組含む）
- 少年忍者風のフジ丸：日曜 18時00分 - 18時30分[258]
- おそ松くん（毎日放送制作）：日曜 17時15分 - 17時45分[78]
- 忍者ハットリくん (実写版第1作)：土曜 18時15分 - 18時45分[79]
- 魔法使いサリー（アニメ第1作）：土曜 18時15分 - 18時45分
1968年3月から1969年2月まで[259]
- サイボーグ009（1968年版）：土曜 18時15分 - 18時45分 
1969年に放送[86]
- ▲はじめ人間ギャートルズ（朝日放送制作）：日曜 10時30分 - 11時00分[260] ※第26話で終了
1980年に月曜 - 金曜17時30分 - 17時45分の再放送枠で放送されていたが、全話放送されたかどうかは不明である[261]。
- ▲ピコリーノの冒険（朝日放送制作）：月曜 - 金曜 17時00分 - 17時30分[262]
- ▲リトル・ルルとちっちゃい仲間（朝日放送制作）：月曜 - 金曜 17時00分 - 17時30分 [263]
- ▲シートン動物記 くまの子ジャッキー（朝日放送制作）：月曜 - 金曜 17時00分 - 17時30分[264]
- ▲機動戦士ガンダム（名古屋テレビ制作）：月曜 17時00分 - 17時30分
1980年4月から放送[265]
- ジョー90（毎日放送制作）：日曜 10時30分 - 11時00分[266]
- 佐武と市捕物控（毎日放送制作）：木曜18時15分 - 18時45分[267]→ 木曜 18時00分 - 18時30分[245]
- ★ひみつのアッコちゃん（アニメ第1作）：日曜 9時00分 - 9時30分
1969年6月から1969年12月まで[268]
- ★もーれつア太郎（アニメ第1作）：水曜 19時00分 - 19時30分
1969年10月から1969年12月まで[269]

#### 民教協（テレビ朝日）共同制作番組
- 親の目子の目 - 福島中央テレビ・福島放送開局後も放送。
- 情報バザール
- ズームUP
- いきいき!夢キラリ
- 生きる×2
- 発見!人間力
- 学びEye!
- 日本!食紀行

#### テレビ東京系番組
バラエティ
- 気分はパラダイス
- クイズ地球まるかじり → 食キングクイズ!地球まるかじり
- TVチャンピオン → TVチャンピオン2
- TVチャンピオン極 〜KIWAMI〜（不定期）
- ハロー!モーニング。 → ハロモニ@
- 絶品!地球まるかじり
- BiKiNi
- 愛ラブSMAP
- 所さん&おすぎの偉大なるトホホ人物伝
- イラっとくる韓国語講座（2012年9月にネット打ち切り。）
- タカトシの空飛ぶチェリーパイ
- くだまき八兵衛 → くだまき八兵衛X
- たべコレ（2013年1月にネット途中打ち切り。）[注釈 49]
- 恋するソウル
- 乃木坂って、どこ?（テレビ愛知制作、途中打ち切り。）
- 解禁!暴露ナイト → 〜裏ネタワイド〜DEEPナイト → ヨソで言わんとい亭〜ココだけの話が聞ける（秘）料亭〜 → じっくり聞いタロウ〜スター近況（秘）報告〜（2016年9月にネット打ち切り。）
- 綾小路きみまろの人生ひまつぶし（テレビ大阪制作、KFBに移行するもそちらでも途中打ち切り。）
- チマタの噺（TUFに移行するもそちらでも途中打ち切り。）
- バカリズムの30分ワンカット紀行（不定期放送、BSテレ東制作。）
- モヤモヤさまぁ〜ず2（2023年3月にネット打ち切り。）

ドラマ
- 大江戸捜査網
- ワン・ツウ アタック! → レッツ・ゴー ミュンヘン!：金曜 16時00分 - 17時00分[218]
- プレイガール：月曜 23時05分 - 0時00分[270] - 1972年10月より1974年3月まで
- プレイガールQ：火曜 23時05分 - 0時00分[271]
- おさな妻：月曜 16時00分 - 17時00分[272]
- 女三四郎 → 命を賭けます：金曜 16時00分 - 17時00分[272]
- 蛇姫様：木曜 16時00分 - 17時00分[168]
- おんな組アクション控：月曜 16時00分 - 17時00分[273]
- ミエリーノ柏木
- SRサイタマノラッパー〜マイクの細道〜
- 居酒屋ふじ
- フリンジマン〜愛人の作り方教えます〜
- MASKMEN
- 宮本から君へ
- 恋のツキ
- ハラスメントゲーム
- スパイラル〜町工場の奇跡〜
- 逃亡者 おりん2 - 第1シリーズは未ネット。
- 寧々〜おんな太閤記
- 天下騒乱?徳川三代の陰謀
- ゆるキャン△（アニメ版は県内未放送）
- 姪のメイ

音楽番組
- 演歌の花道
- オレ達のWell歌夢
- 名曲!にっぽんの歌（TUFから移行するも途中打ち切り）

トーク番組
- 私の昭和史

スポーツ番組
- スターボウリング（テレビ東京）→ 激突スターボウリング → ザ・スターボウリング：金曜 16時50分 - 17時20分[274]
- ゴルフ 尾崎兄弟・飯合に挑戦!!

アニメ・特撮（子供向け番組含む）
- バーバパパ（1977年版）：月曜 - 金曜 17時30分 - 17時45分[275]
- まんがことわざ事典：土曜 6時15分 - 6時45分[276]
- まんが水戸黄門：月曜 16時50分 - 17時20分[180]
- アニメ親子劇場 → トンデラハウスの大冒険（1983年3月まで）：火曜 16時50分 - 17時20分[180]
  - トンデラハウスの大冒険（1983年4月から）[277]： → パソコントラベル探偵団：火曜 17時00分 - 17時30分（第1話のみ）[114]→ 火曜 17時30分 - 18時00分（第2話から）[100]
- まいっちんぐマチコ先生：水曜 17時20分 - 17時50分[180]
- サイボットロボッチ：月曜 17時20分 - 17時50分（1983年3月まで）[278]→ 月曜 17時00分 - 17時30分[279]
- 銀河疾風サスライガー：月曜 17時30分 - 18時00分[280]
- サイコアーマーゴーバリアン：月曜 17時00分 - 17時30分[281]→ 木曜 17時30分 - 18時00分[282]
- パソコンサンデー
- キャプテン翼 - 第1シリーズのみ放送。
- タミヤRCカーグランプリ
- 六三四の剣
- 炎の闘球児 ドッジ弾平
- りぼん魔法少女シリーズ
  - 姫ちゃんのリボン
  - 赤ずきんチャチャ
  - ナースエンジェルりりかSOS
  - こどものおもちゃ
- ミュータント・タートルズ
- 鬼神童子ZENKI
- 爆走兄弟レッツ&ゴー!!
  - 爆走兄弟レッツ&ゴー!!WGP
  - 爆走兄弟レッツ&ゴー!!MAX
- 楽しいムーミン一家
- 64マリオスタジアム
  - マリオスクール
  - マジック王国
  - Mr.マリック魔法の時間
- 超者ライディーン
- ポケットモンスター - 『ポケモンショック』が発生したため、第38話は放送せず代わりに1997年12月17日に第33話が放送。
  - ポケットモンスター アドバンスジェネレーション
  - ポケットモンスター ダイヤモンド&パール
  - ポケットモンスター ベストウイッシュ
  - ポケットモンスター XY
  - ポケットモンスター XY&Z
  - ポケットモンスター サン&ムーン
  - ポケットモンスター (2019年のアニメ)
- ポケモン☆サンデー → ポケモンスマッシュ! → ポケモンゲット☆TV → ポケモンの家あつまる?
- カウボーイビバップ
- 発明BOYカニパン → 超発明BOYカニパン
- 小さな巨人ミクロマン
- ビックリマン2000
- ロックマンエグゼ → ロックマンエグゼStream → ロックマンエグゼBEAST → ロックマンエグゼBEAST+（ロックマンエグゼAXESSは未ネット。）
- 東京ミュウミュウ（2002年版）（テレビ愛知制作） - TVA版のみ放送。令和のTX版は未放送。
- ふぉうちゅんドッグす
- マーメイドメロディー ぴちぴちピッチ（テレビ愛知制作） - 第1シリーズのみ放送。
- 魔探偵ロキ RAGNAROK
- DAN DOH!!
- 甲虫王者ムシキング
- 銀魂（途中打ち切り）
- のりスタ!（FCTから移行するも途中打ち切り）
- BLEACH（途中打ち切り、『千年血戦篇』は県内未放送。）
- ピラメキーノ（途中打ち切り）
- おはコロ → おはコロ+ → おはコロアップ
- デュエル・マスターズ ビクトリー
  - デュエル・マスターズ ビクトリーV
  - デュエル・マスターズ[注釈 50]
  - デュエル・マスターズ キング（第47話（第1期）でネット打ち切り）
- たまごっち! ゆめキラドリーム → たまごっち! みらくるフレンズ → GO-GO たまごっち! → たまごっち! たまともだいしゅーGO - 第1期（たまごっち!）は未ネット。
- アイカツ!（第2部から放送）
  - アイカツスターズ!（第1部のみ放送、2017年3月にネット打ち切り）[注釈 51]
- NARUTO -ナルト-
  - NARUTO -ナルト- 疾風伝
- かみさまみならい ヒミツのここたま
  - キラキラハッピー★ ひらけ!ここたま
- 新幹線変形ロボ シンカリオンZ（第1期（TBS制作）はテレビユー福島で放送。）

その他（情報・ドキュメンタリーなど）
- 5夜連続シリーズ スーパーTV
- ファッション通信（ - 2007年3月）
- ドキュメンタリー人間劇場
- 千夜釣行
- 愛の貧乏脱出大作戦
- 完成!ドリームハウス
- 厳選!いい宿ナビ（2013年9月にネット打ち切り。）
- 旅ヌード

#### その他の局の番組
- 読売新聞ニュース - 裏送り
- 朝日フラッシュニュース - 裏送り
- 毎日新聞ニュース → 毎日新聞 記者の目 - 裏送り
- 三越テレショップ - 移行後、テレビユー福島で放送
- BEST OF J-GROOVE
- とんとんみーの冒険（アームズ制作）
- 結婚式のキセキ
- SHIBUHARA GIRLS（MTV JAPAN制作、第2期は福島放送で放送）
- バンコのバンゴハン（日本食研ホールディングス制作）
- 秋山莉奈のベジフルライフ
- 小島よしお的!グルメいただきマッチョ（S-Field制作）
- 世界!感じる旅へ（TwellV制作）
- ミニ鉄道の小さな旅（鉄道チャンネル制作）
- クイーンズランド歩き（バツフォ映像舎制作）
- 食べて笑って!小島よしおで大丈夫?
- これぞ職人!味な技（パワーテレビジョン制作、途中打ち切り）
- 匠な旅!舞の海のすごいぞニッポン!（TwellV制作、途中打ち切り）
- This Week in WWE
- トゥルルさまぁ〜ず（BeeTV制作、途中打ち切り）
- ハワイを感じて
- カウンターのふたり（TwellV制作）
- carXs（途中打ち切り）
- NON STYLE井上のバズらせJAPAN

##### 独立局制作
- ミュージックトマトJAPAN（テレビ神奈川制作）
- saku saku（テレビ神奈川制作、2005年10月 - 2010年3月）
- Gas oneこどもクッキング（テレビ埼玉制作）
- 比叡の光（KBS京都制作）

##### アニメ
- AKB0048
- 銀河機攻隊 マジェスティックプリンス
- ノラと皇女と野良猫ハート
- 鬼滅の刃（福島中央テレビで全話放送後、移行（県内では実質再放送）。第2期以降はFNS番組扱いで同時ネット）
- ゴールデンカムイ
- シャドーハウス
  - シャドーハウス2

## キャッチフレーズ
※基本はキー局と同じキャッチフレーズである（「ルール」など）
- 1972年（昭和47年） - 「伸びゆく福島 豊かな未来 電波で貢献する福島テレビ」[283]
- 1973年（昭和48年） - 「県民とともに10年 福島テレビ」（開局10周年）[284]
- 1980年（昭和55年） - 「FTVは、もうひとつの家族です」[注釈 52]
- 1981年（昭和56年）秋 - 「愛してます、秋。FTV。」[285]
- 1983年（昭和58年） - 「はたちダッシュ!フレッシュ! FTV」（開局20周年）[286]
- 1983年（昭和58年）秋 - 「この秋、おもしろロマン」[注釈 53]（フジテレビ系列一本化時）
- 1990年（平成2年）春 - 「変わる、変わる、地球（FTV）時間。早起きは二重マル!夜ふかしも花マル!」[287]（放送開始時刻が6時に繰り上がり、日曜（土曜深夜）の放送終了時刻が3時30分に繰り下がったことを知らせる広告で使用。）
- 1997年（平成9年） - 「愛されてお茶の間のロングセラー 福島テレビ」[288]
- 2002年（平成14年） - 「きっかけは、福島テレビ」[注釈 53]（CMでは「フジテレビ」の部分を音声と字幕スーパーで差し替えて使用）
- 2011年（平成23年） - 「いっしょに歩こう!ふくしま」（震災復興キャンペーン）
- 2012年（平成24年）春 - 「ピカる 福島テレビ」[注釈 53]
- 2013年（平成25年）1月 - 2014年（平成26年）3月31日 「FTV @（アット）ホーム」（開局50周年キャンペーン）
- 2015年（平成27年）春 - 12月 「ヘンシン! FTV」
- 2016年（平成28年）1月 - 「七転8チャンネル」（アナウンサーの似顔絵が入った起き上がりこぼしのアニメーションが使用されている）
- 2023年（令和5年）1月 - 「もっと!ぐっと!福テレ59+1=60th」（開局60周年）

## イベントなど
- ふくしまビッグフェア（1991年（平成3年） - 2010年（平成22年）、毎年8月下旬にJRA福島競馬場にて県内の特産物などを販売する出店が並び、イベントや花火大会が行われていた。東日本大震災（東北地方太平洋沖地震）後は事実上終了。）
- 東日本女子駅伝
- FTV友情の船（1984年（昭和59年） - 2001年（平成13年）） → FTV友情の翼（2002年（平成14年） - 2005年（平成17年））
- 福歌。（2013年（平成25年） - 2015年（平成27年））当初は同局開局50周年記念イベントとして開催。2014年（平成26年）、2015年（平成27年）と継続して開催していたが2016年（平成28年）以降、開催されていない。『福島で歌を。』をテーマにしたライブコンサートでもあった。